# Natale in Canada

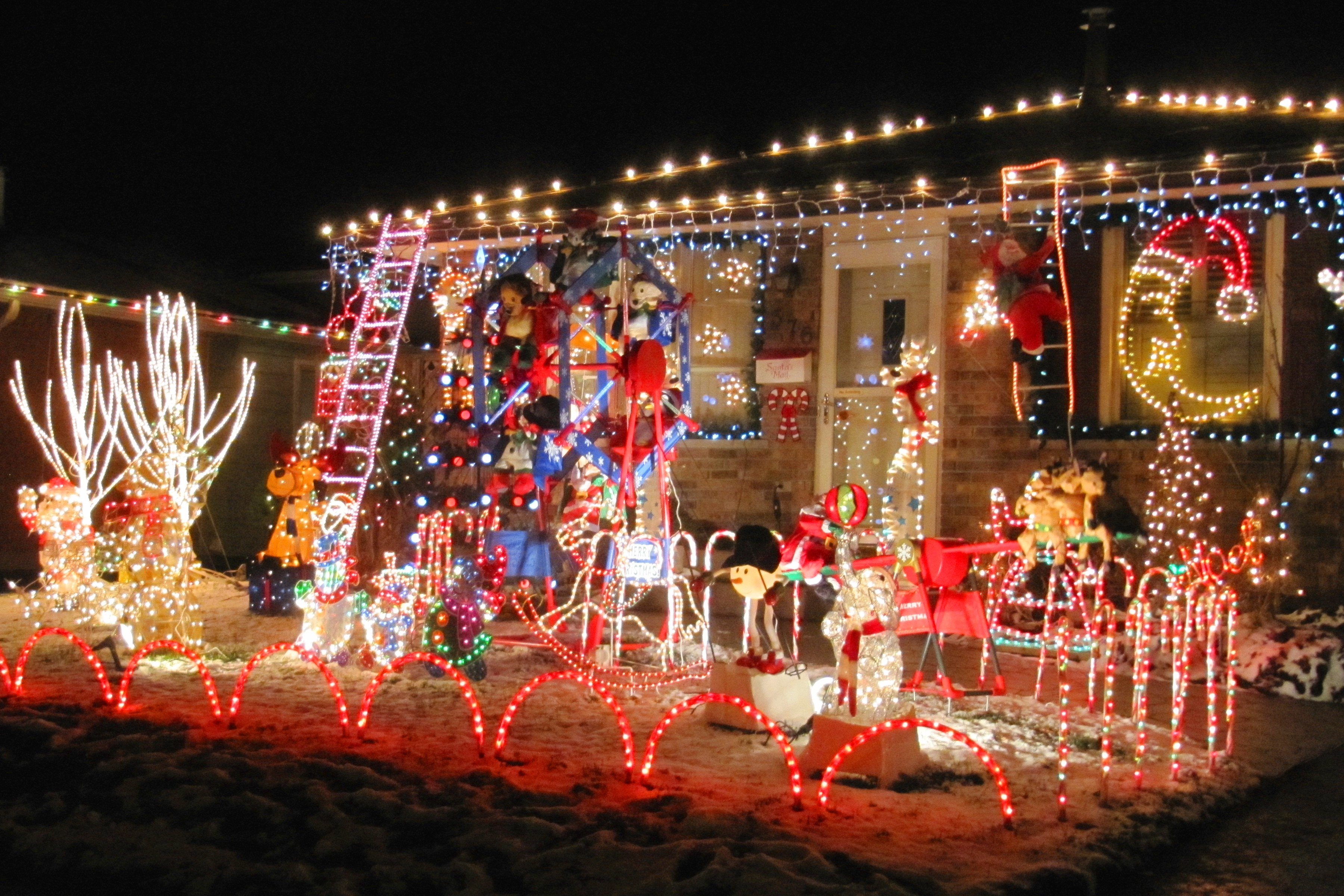
Un'abitazione canadese decorata con le luci di Natale

Questa voce illustra le principali tradizioni natalizie del Canada, oltre agli aspetti storici e socio-economici della festa in questo Paese.

## Informazioni generali
In Canada, la celebrazione del Natale risente dell'influenza delle nazioni di origine degli immigrati in questo Paese, in particolare di quelli di origine francese, inglese, irlandese e scozzese, ma anche di quelli di origine tedesca, norvegese e ucraina.

## Storia

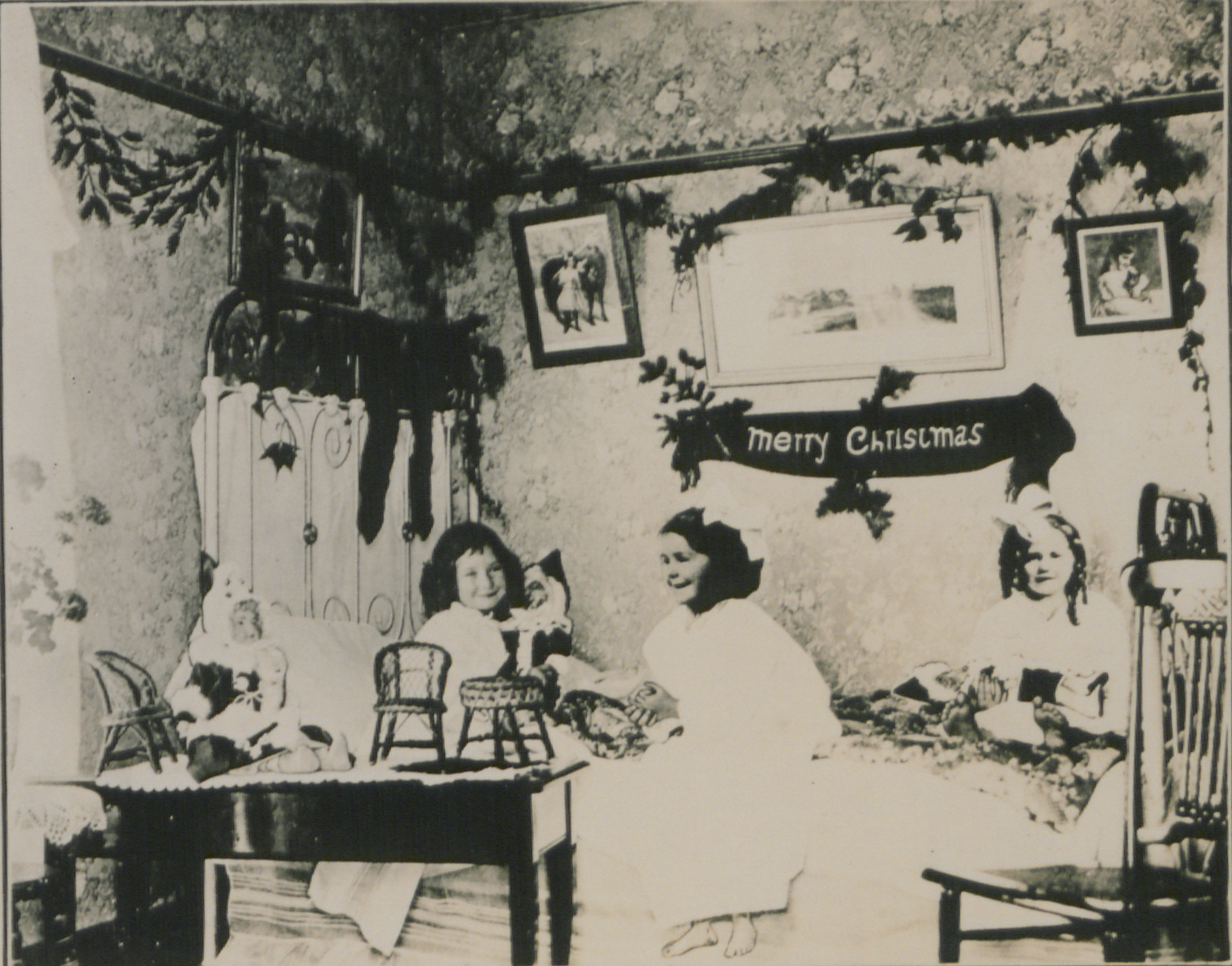
Un Natale in Canada nel 1916

È probabile che i festeggiamenti natalizi siano stati introdotti già nell'anno 1000 dai coloni vichinghi cristianizzati, che si stabilirono in Terranova.
Sicuramente, la festa venne introdotta dagli immigrati francesi, di religione cattolica, che giunsero in Canada già tra il XVI e il XVII secolo.
Nel XX secolo, il Canada anglofono ha assimilato molte tradizioni natalizie dei vicini statunitensi.

## Tradizioni popolari

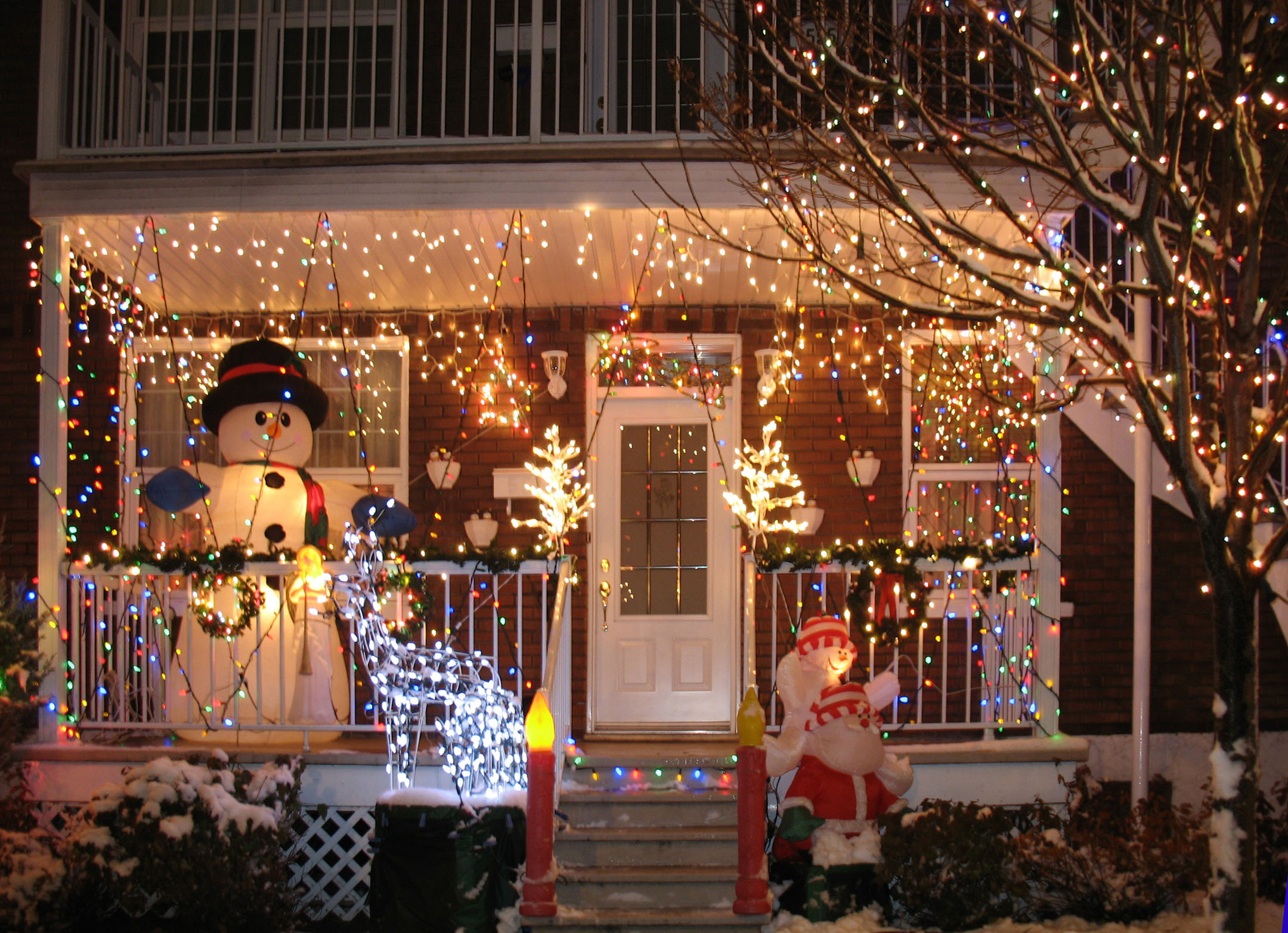
Un'abitazione canadese decorata con le luci di Natale

Il folclore natalizio canadese, e del Canada francese in particolare, è ricco di storie lupi mannari, canoe spettrali e amanti fantasma.
Nello specifico, si ritiene che il giorno della Vigiilia sia particolarmente "infestata" da questi elementi soprannaturali. Seconda la tradizione popolare locale, in quella notte la terra si apre e gli animali inizierebbero a parlare come gli umani.
È tradizione raccontare questo genere di storie nel giorno di Santa Caterina, che viene inoltre festeggiato con danze accompagnate dal suono di un violino.
Diffuse sono anche tradizioni come il mumming (travestimenti) e il belsnickeling.

### Belsnickeling
Diffusa soprattutto nella Nuova Scozia è la tradizione del belsnickeling, che consiste nell'andare di casa in casa con costumi buffi raffiguranti Babbo Natale.
Questa tradizione fu portata in nuova Scozia dagli immigrati tedeschi nel 1751.

### Guignolée
Nel periodo dell'Avvento, era diffusa nel Québec una forma di questua nota come guignolée.
Questa tradizione, che deriva dalla questua medievale di Capodanno, fu portata dai Francesi nel XVII secolo.
Il nome di questa tradizione deriva dall'urlo "la ignolée, la ignoloche" che i partecipanti alla questua emettono prima di intonare un canto che contiene la richiesta di entrare in casa e le minacce per un eventuale rifiuto.

### Personaggi del folclore

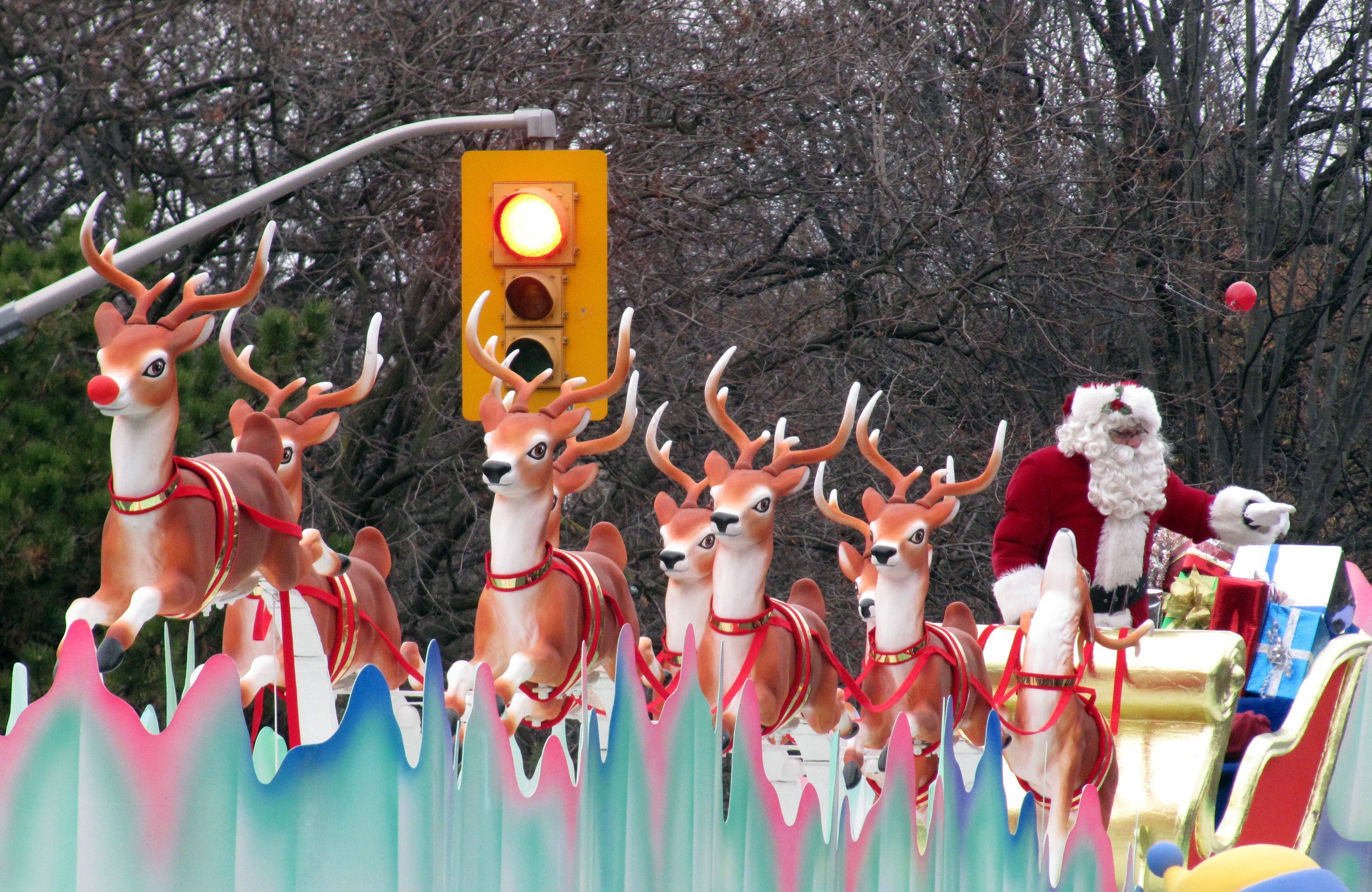
Santa Claus a Toronto

Tradizionali portatori di doni in Canada sono Santa Claus, Père Noël e Mother Goody.

#### Mother Goody
Mother Goody è una personificazione del Nuovo Anno, che compare come portatrice di doni il giorno di Capodanno sull'isola di Campobello, nel Nuovo Brunswick, e, come l'italiana Befana riempie le calze lasciate dai bambini locali.

### La tradizione dell'albero di Natale in Canada
Il primo albero di Natale in Canada (e in generale in Nord America) fece la sua comparsa la vigilia di Natale del 1781 a Sorel, in Québec, in occasione di un ricevimento tenuto dalla baronessa Riedesel che ospitò degli ufficiali britannici e tedeschi.
|  |

## Gastronomia

### Dolci tipici
Dolci tipici della tradizione natalizia canadese sono la bûche de Noël (tronchetto), importata dalla Francia, e la tourtière.

#### Tourtière

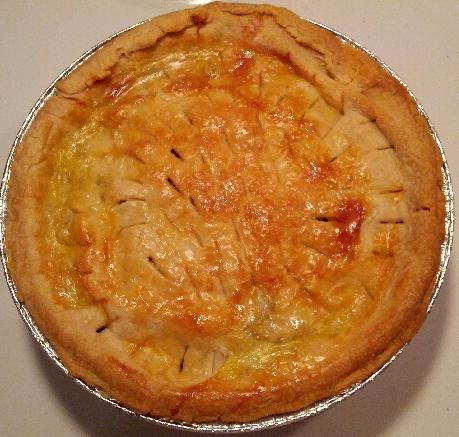
Una tourtière preparata per il cenone di Natale

Un dolce tipico del Canada francofono è la tourtière, una torta che viene servita con ketchup e chutney.

### Altri piatti tipici

#### Rapee pie
Un piatto natalizio tipico del Canada francofono e delle aree marittime del Paese è il rapee pie (o, in francese: pâte à la râpure), un pasticcio di carne dell'Acadia.

## Musica natalizia

### Canti natalizi tradizionali originari del Canada
Proviene dal Canada il canto natalizio (Estennia, on de tsonoué) Iesous Ahatonnia, meglio noto come The Huron Carol ("Il canto natalizio degli Uroni"), il cui testo sarebbe stato composto forse nel 1643 dal gesuita francese Jean de Brébeuf.
Molto popolare è inoltre nel Canada francofono il canto D'où viens-tu, bergère?, di autore anonimo.

### Canzoni natalizie non tradizionali di cantanti canadesi
- Christmas Time - Bryan Adams (1985)[13]

## Aspetti socio-economici

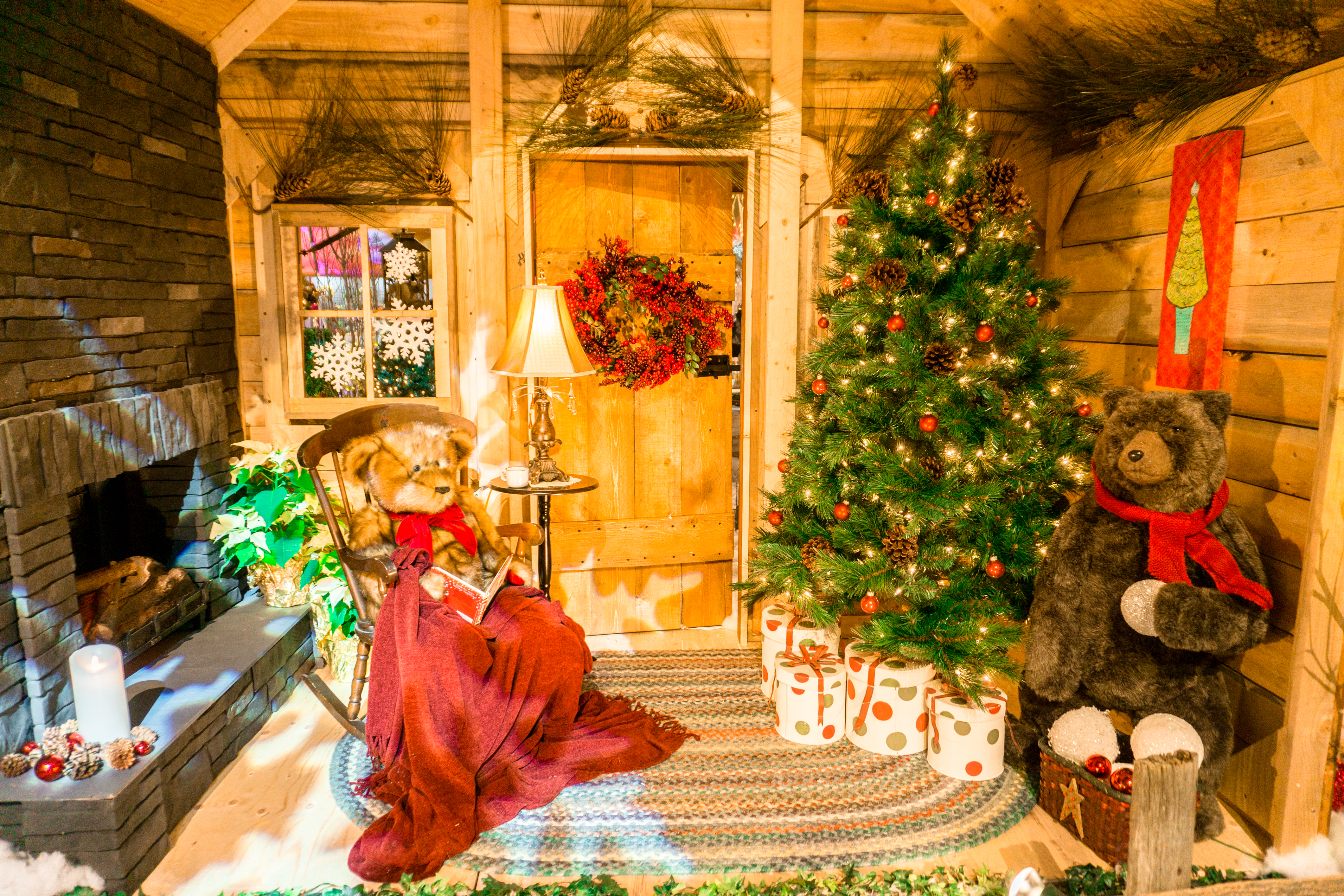
Il festival degli alberi di Natale di Edmonton

Molto proficua è in Canada l'industria degli alberi di Natale: si stima che annualmente vengano venduti per una cifra complessiva pari a circa 65 milioni di dollari canadesi, mentre circa 1,8 milioni di alberi di Natale vengono esportati all'estero, soprattutto nei vicini Stati Uniti.
Il primato come provincia che esporta il maggior numero di alberi di Natale negli Stati Uniti spetta al Québec (nel 2008 furono 827.823 gli alberi di Natale provenienti dal Québec importati dagli Stati Uniti). Le uniche province a non esportare alberi di Natale all'estero sono l'Alberta, Terranova, il Labrador e il Saskatchewan.

## Il Natale in Canada nella cultura di massa
- It's Christmas in Canada è il titolo del 15º episodio della settima stagione della serie televisiva animata South Park, episodio andato in onda nel 2003[14]

## Galleria d'immagini

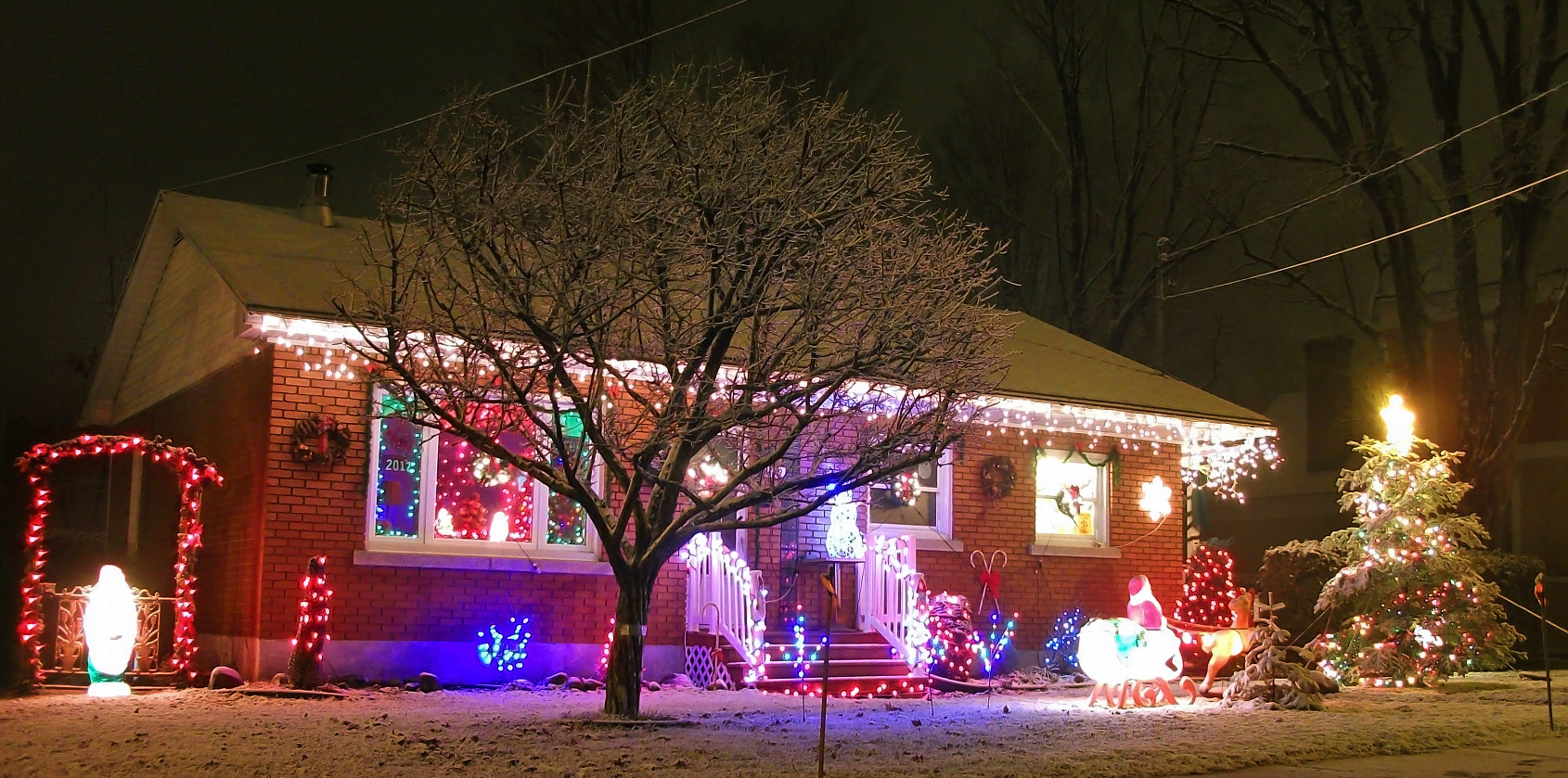
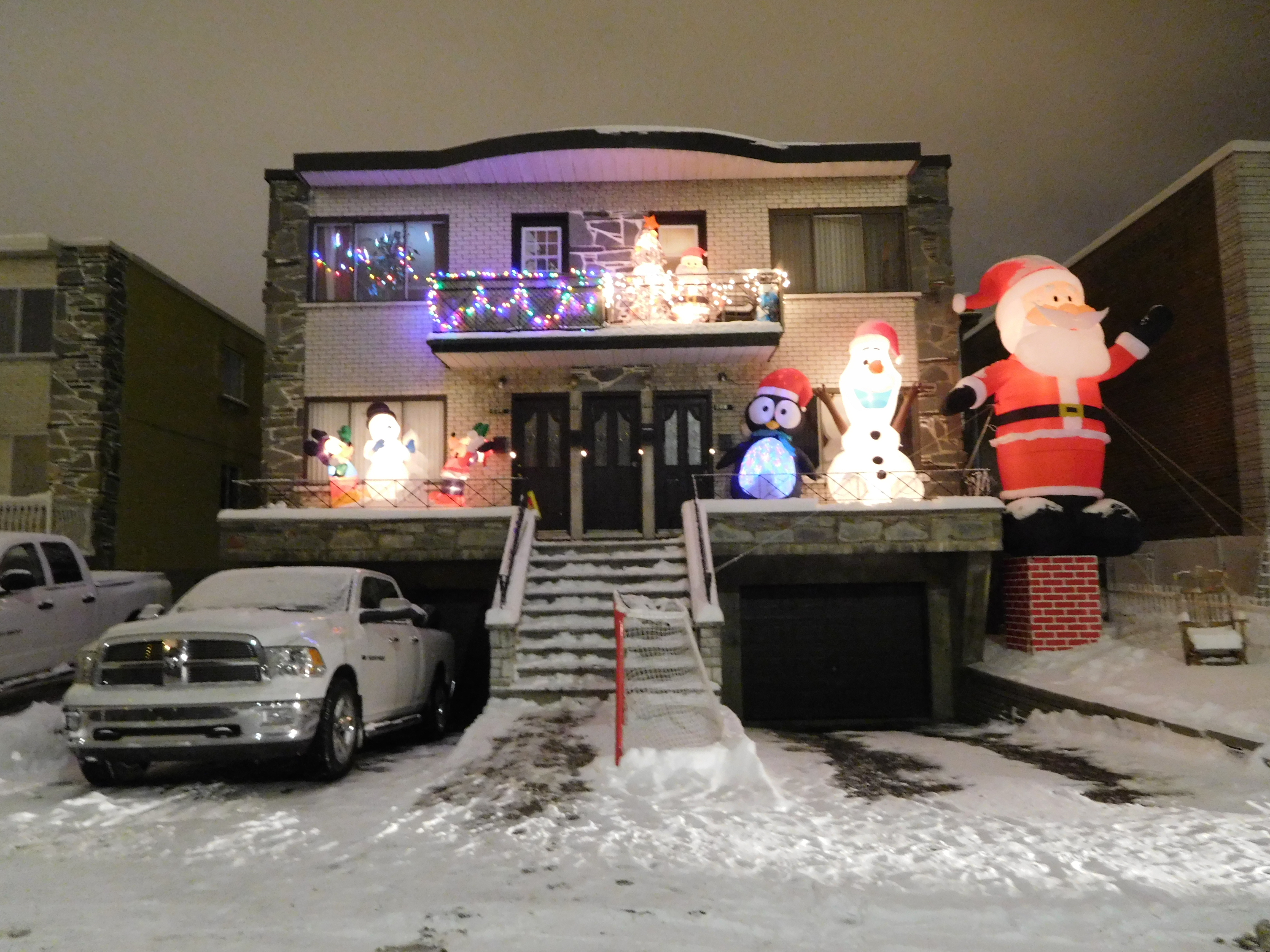
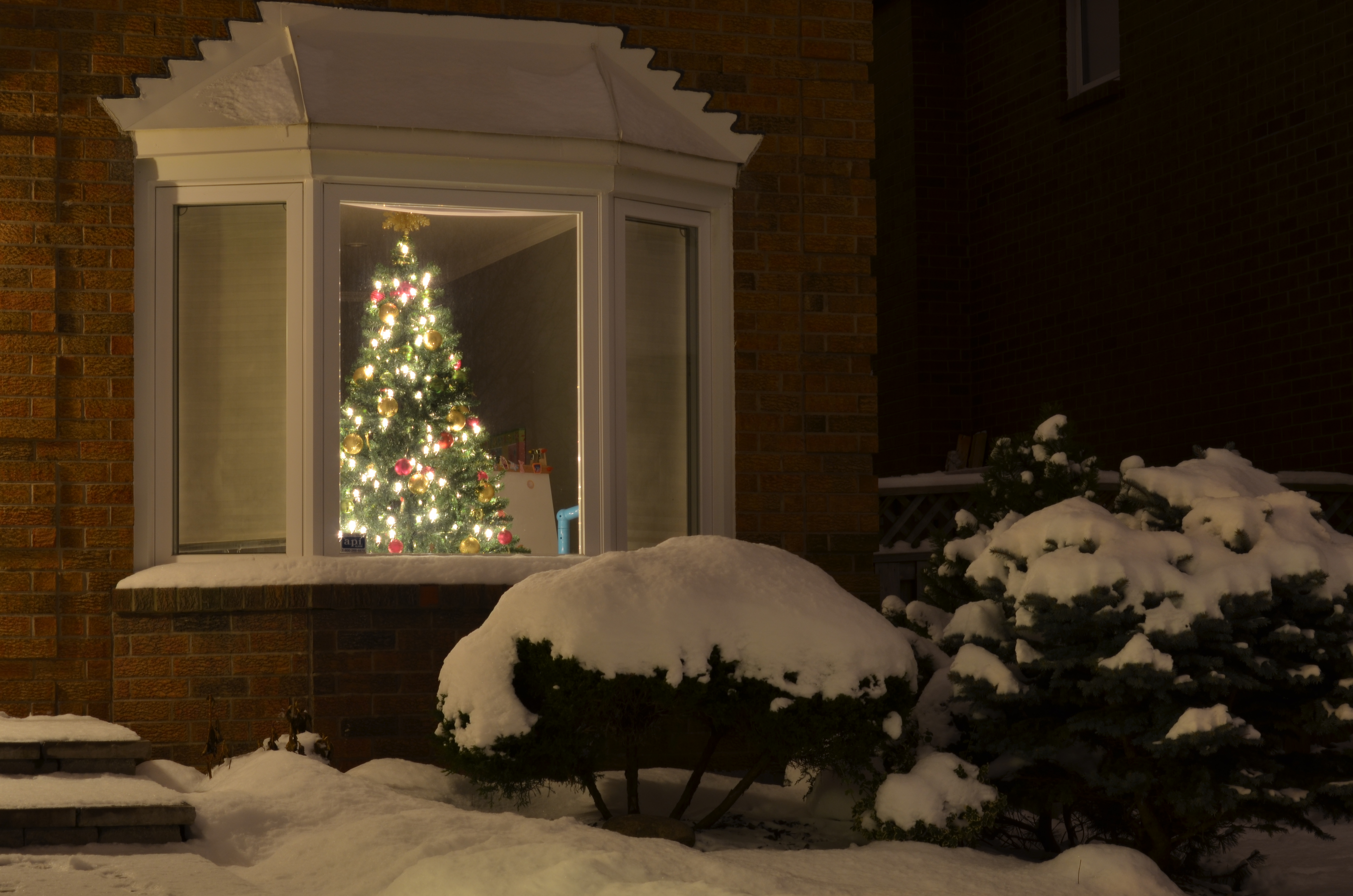
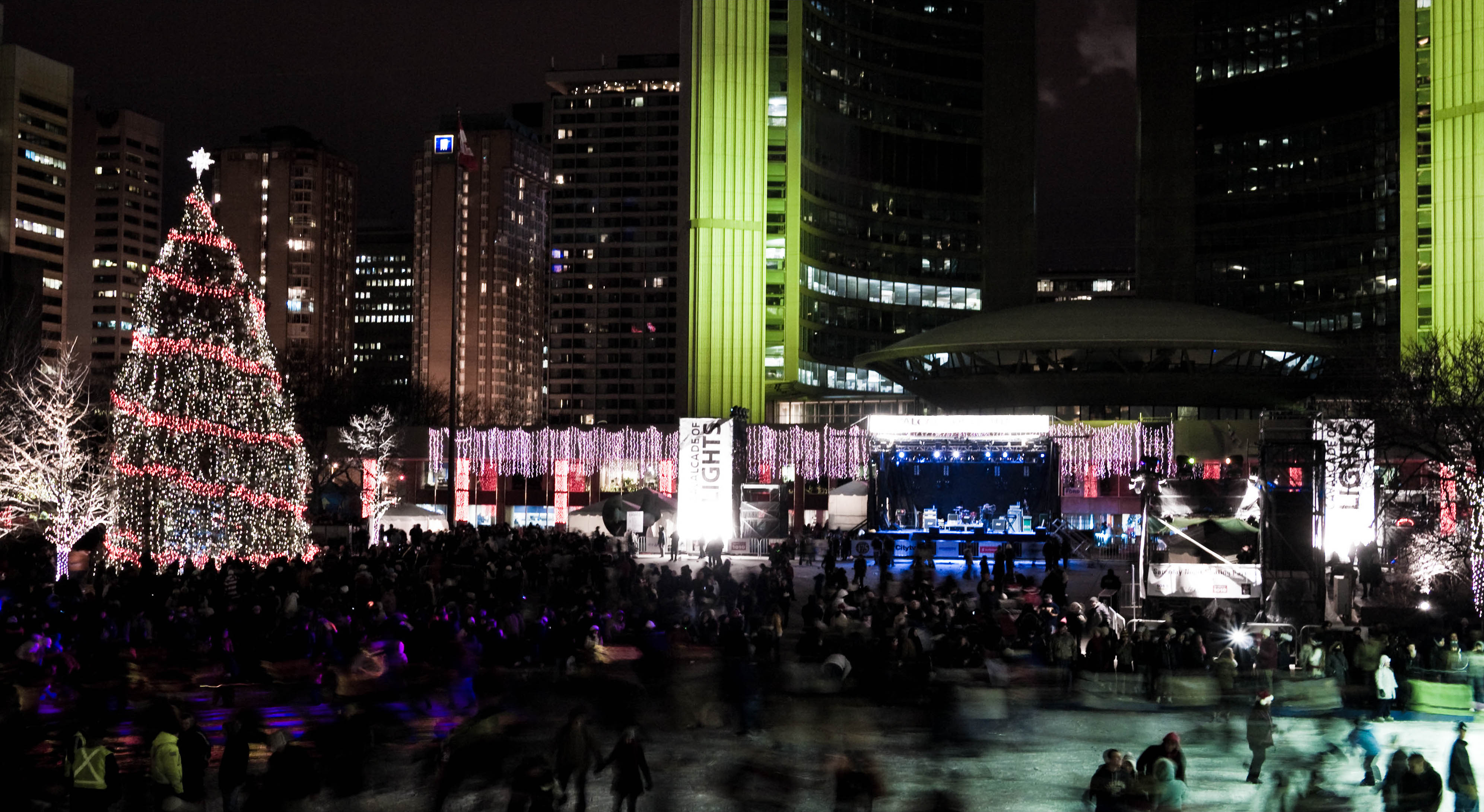
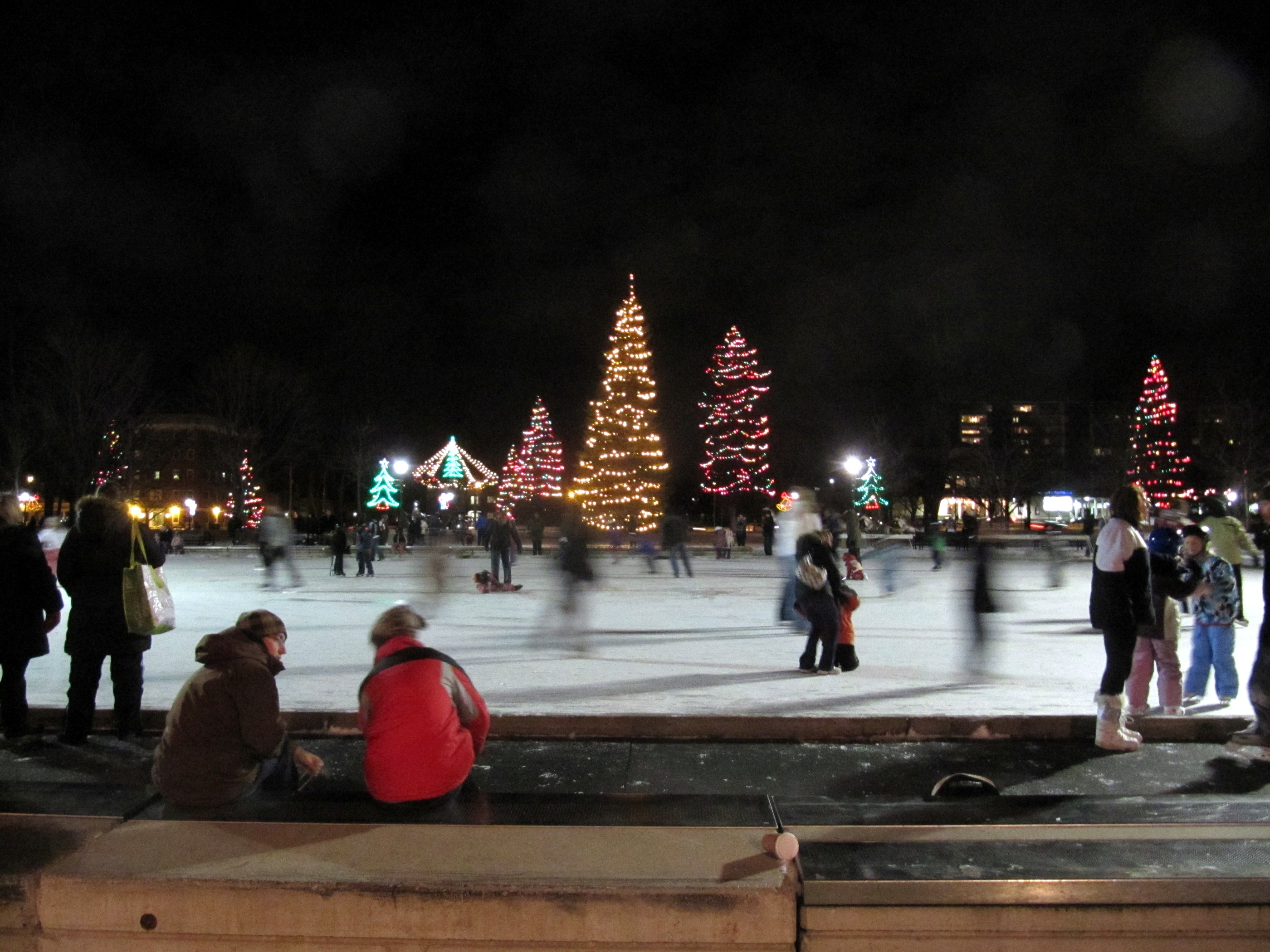
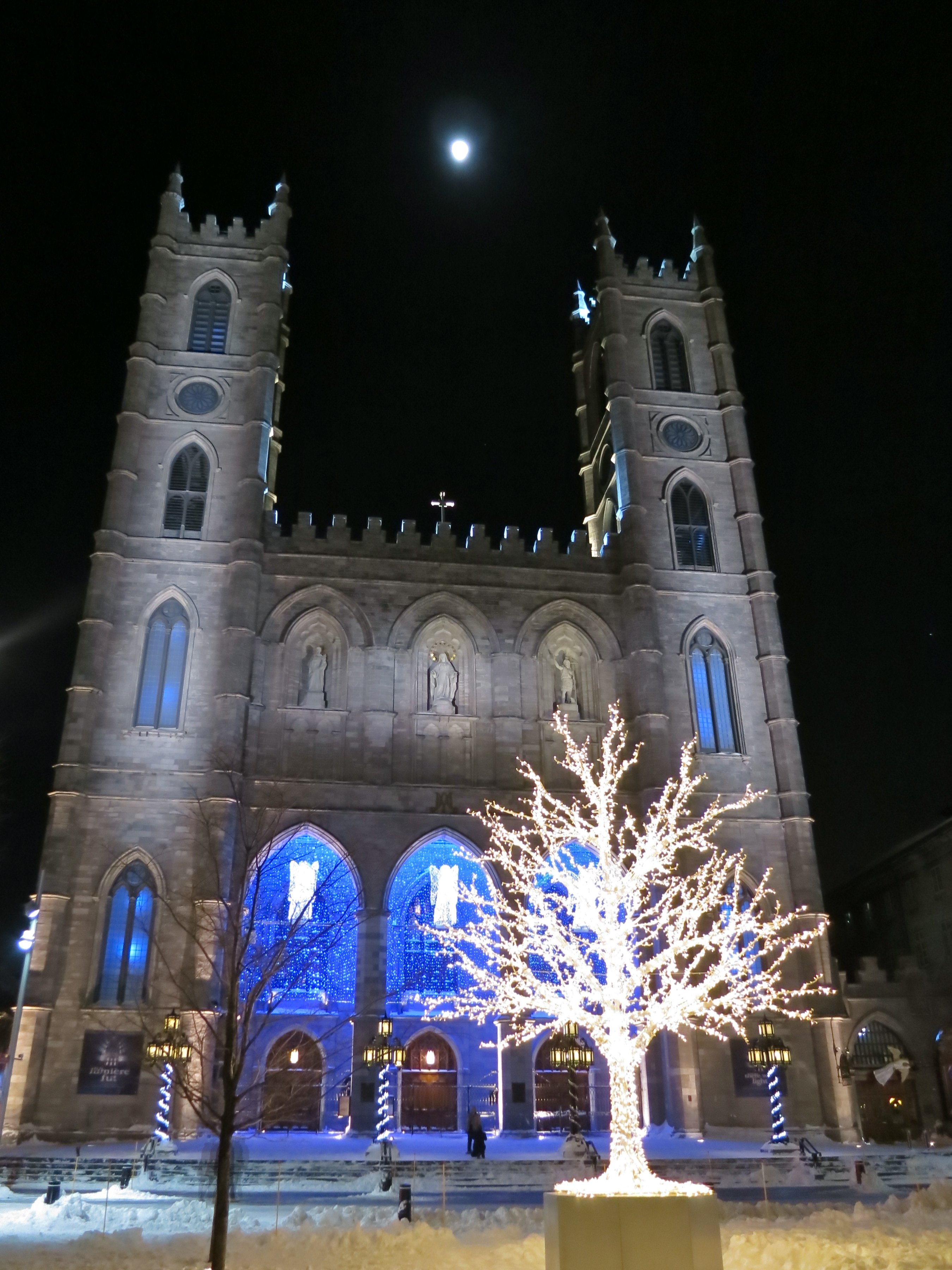
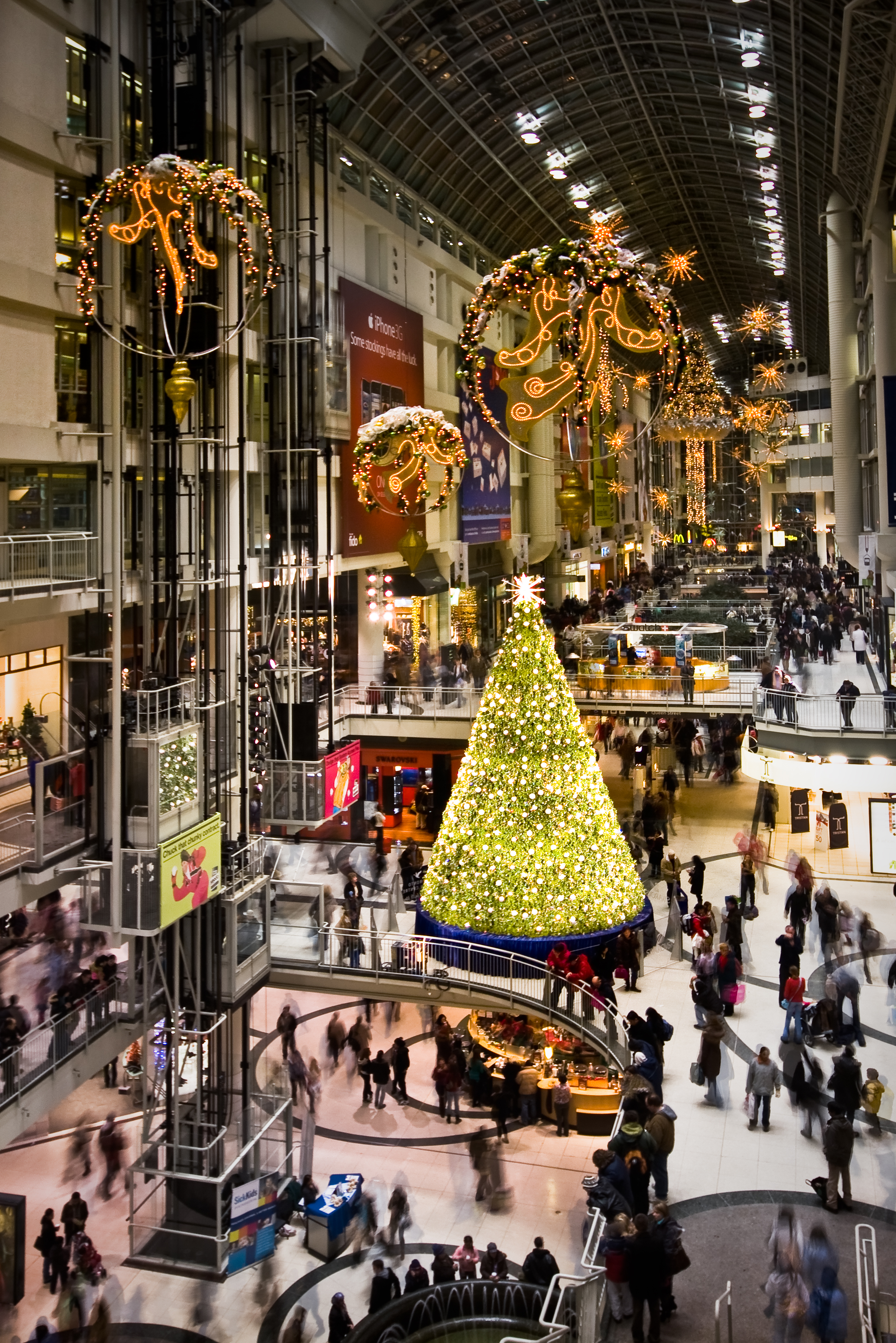
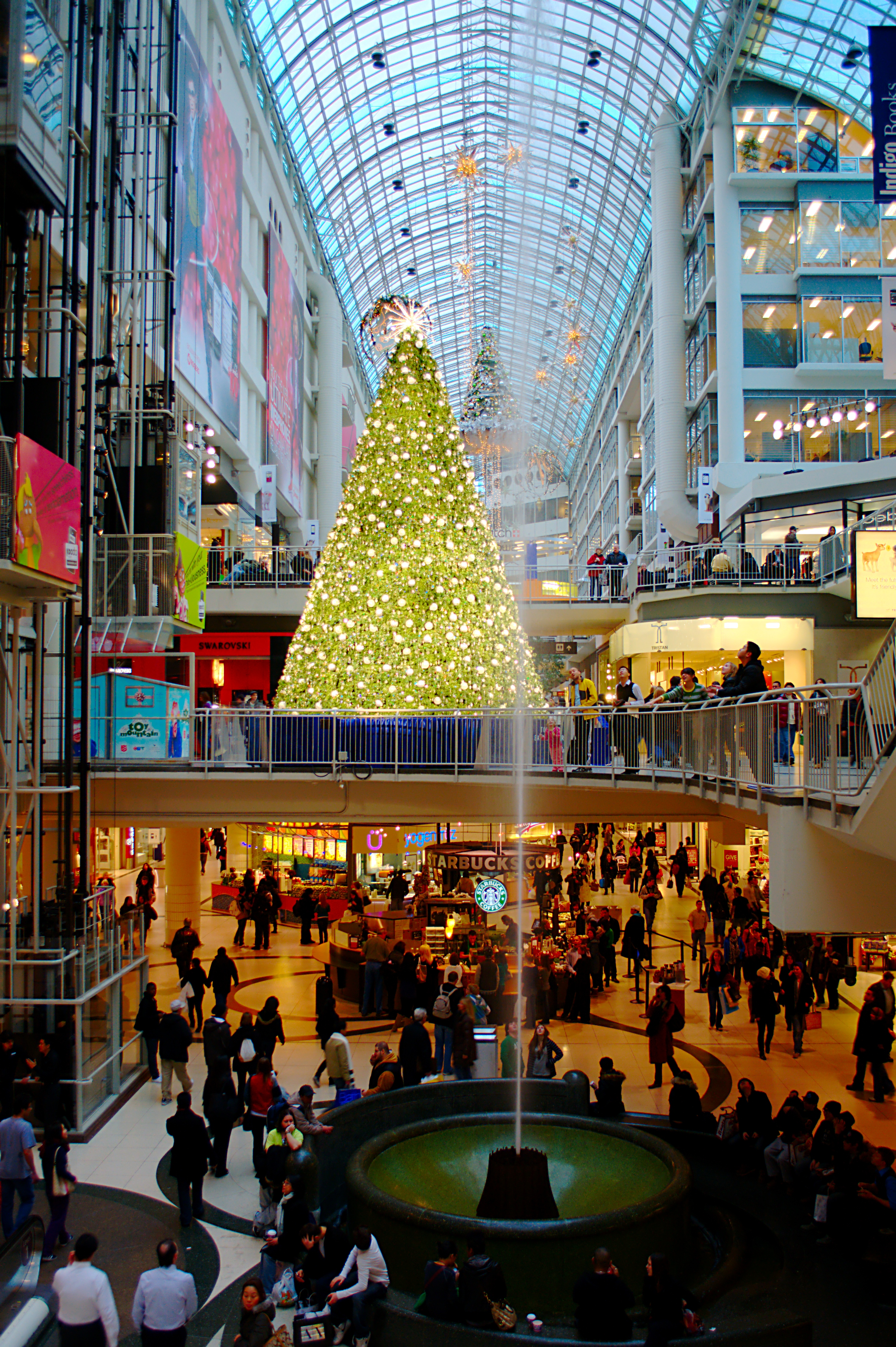
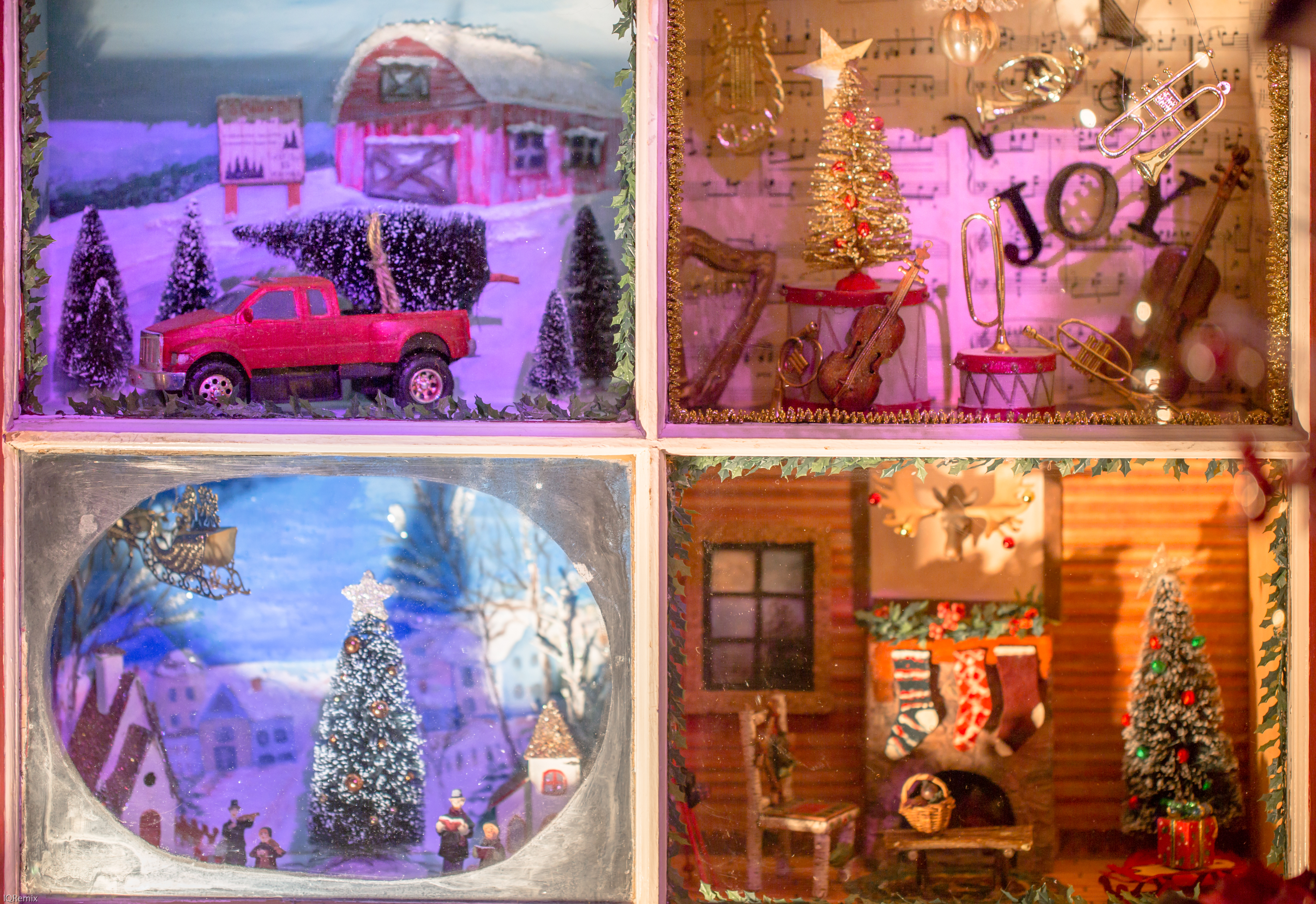
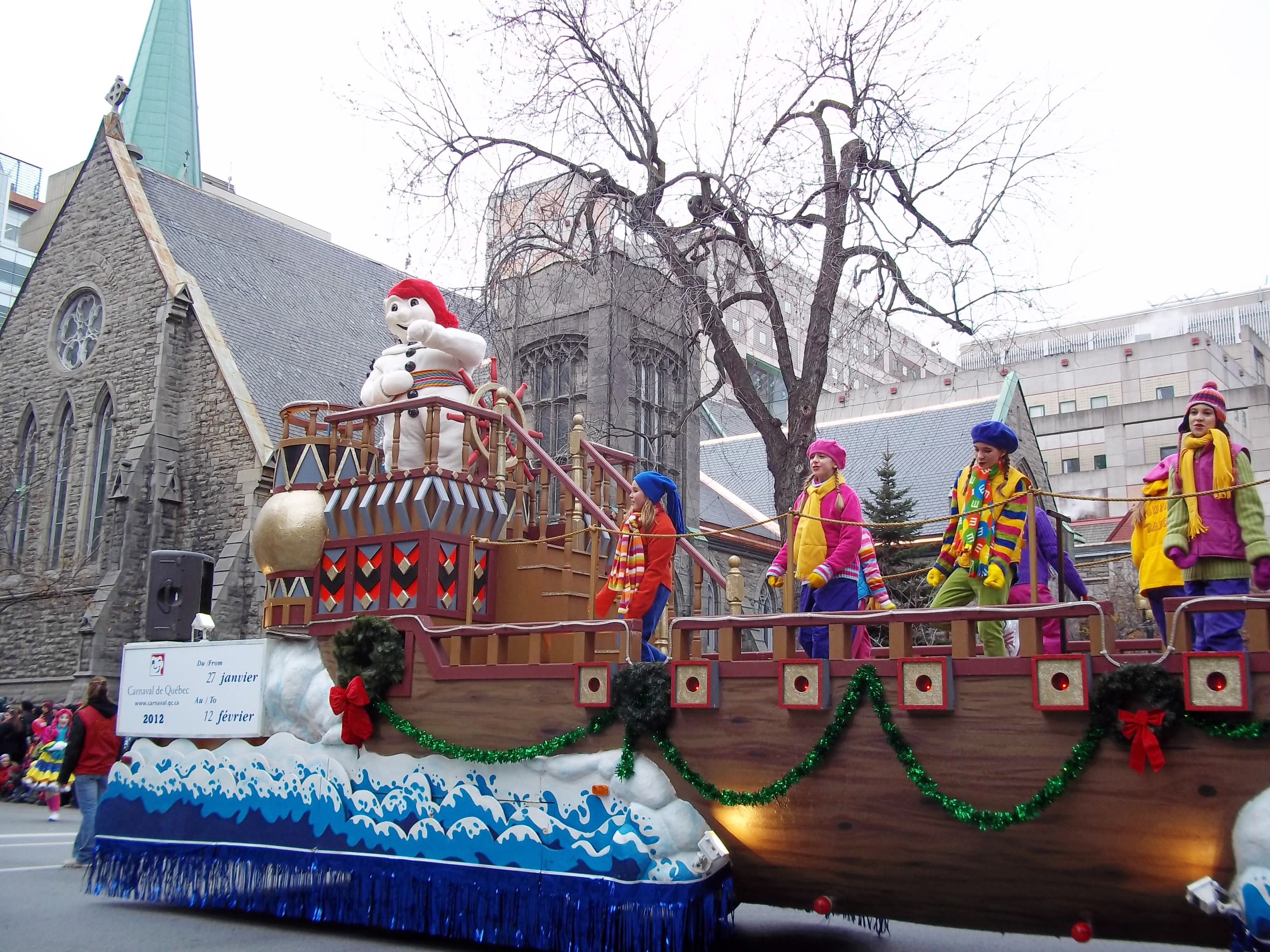
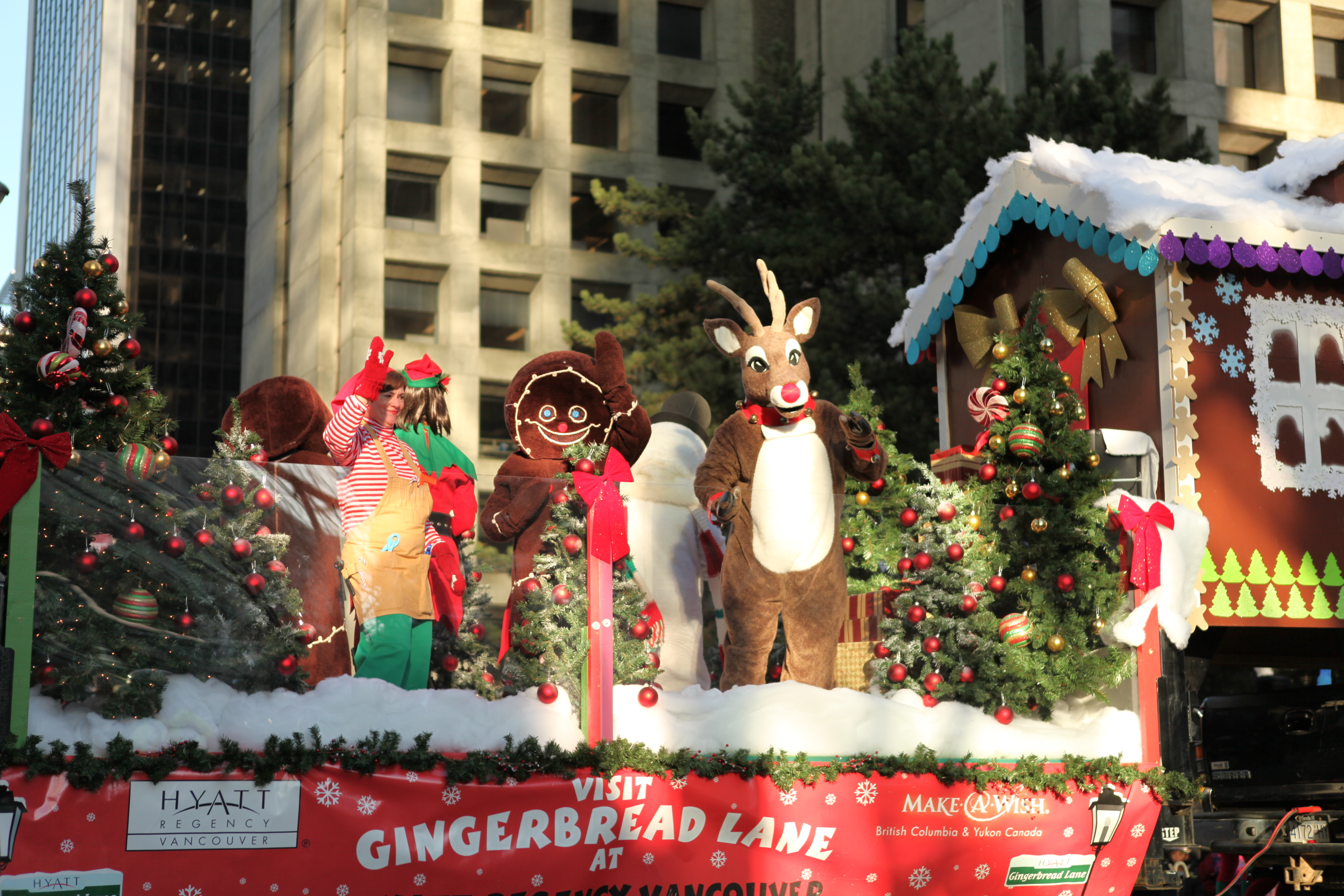
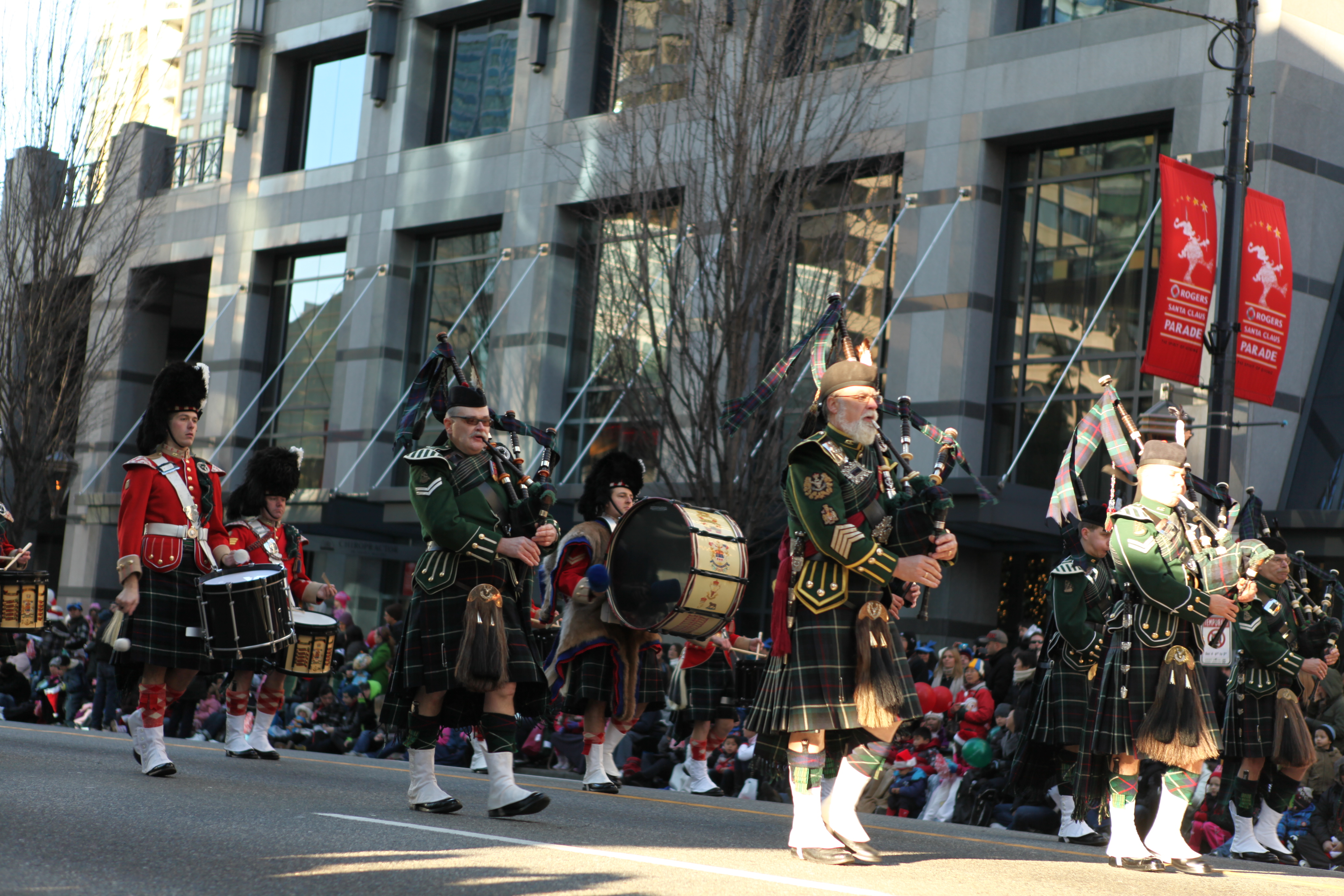
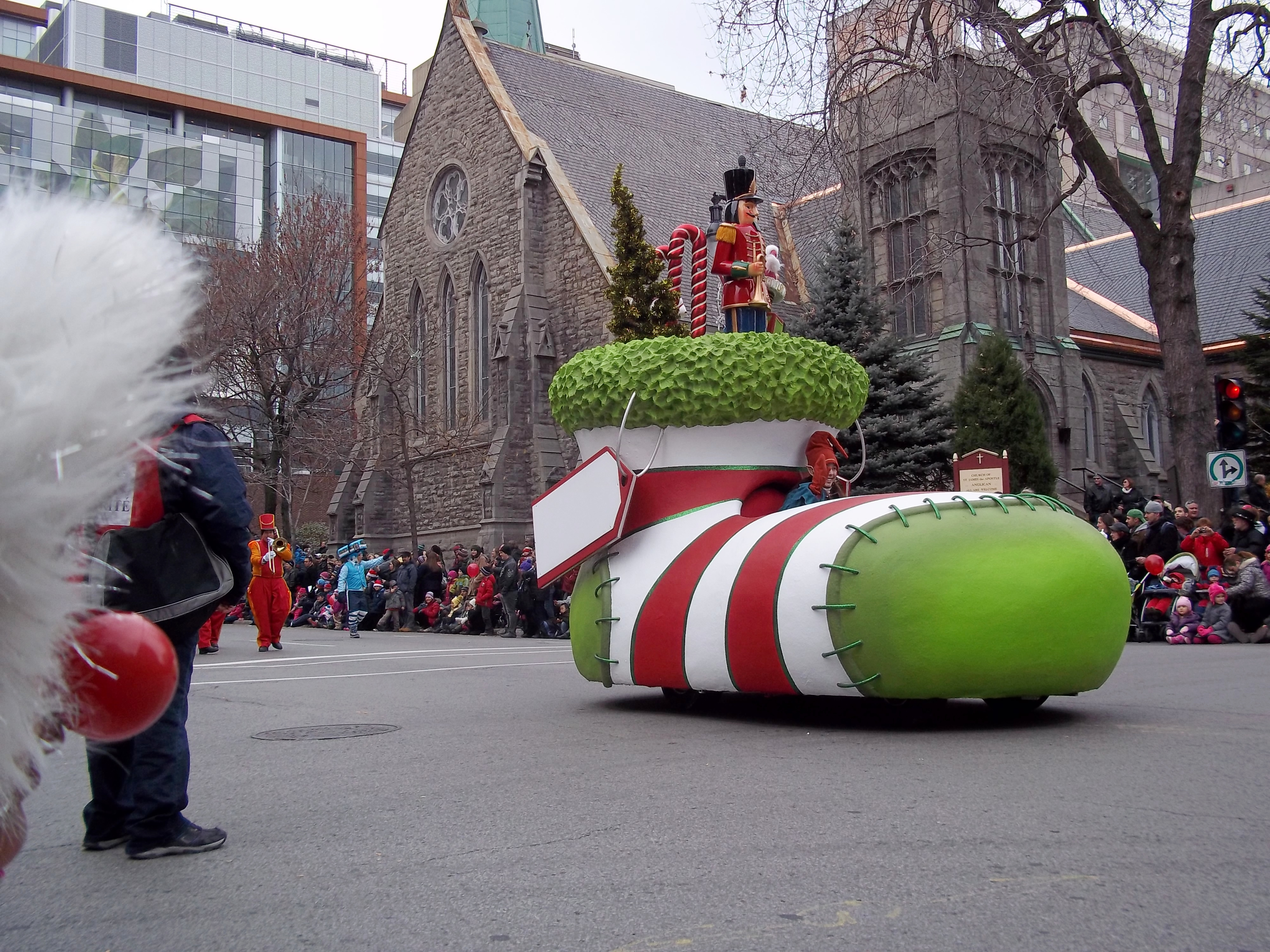
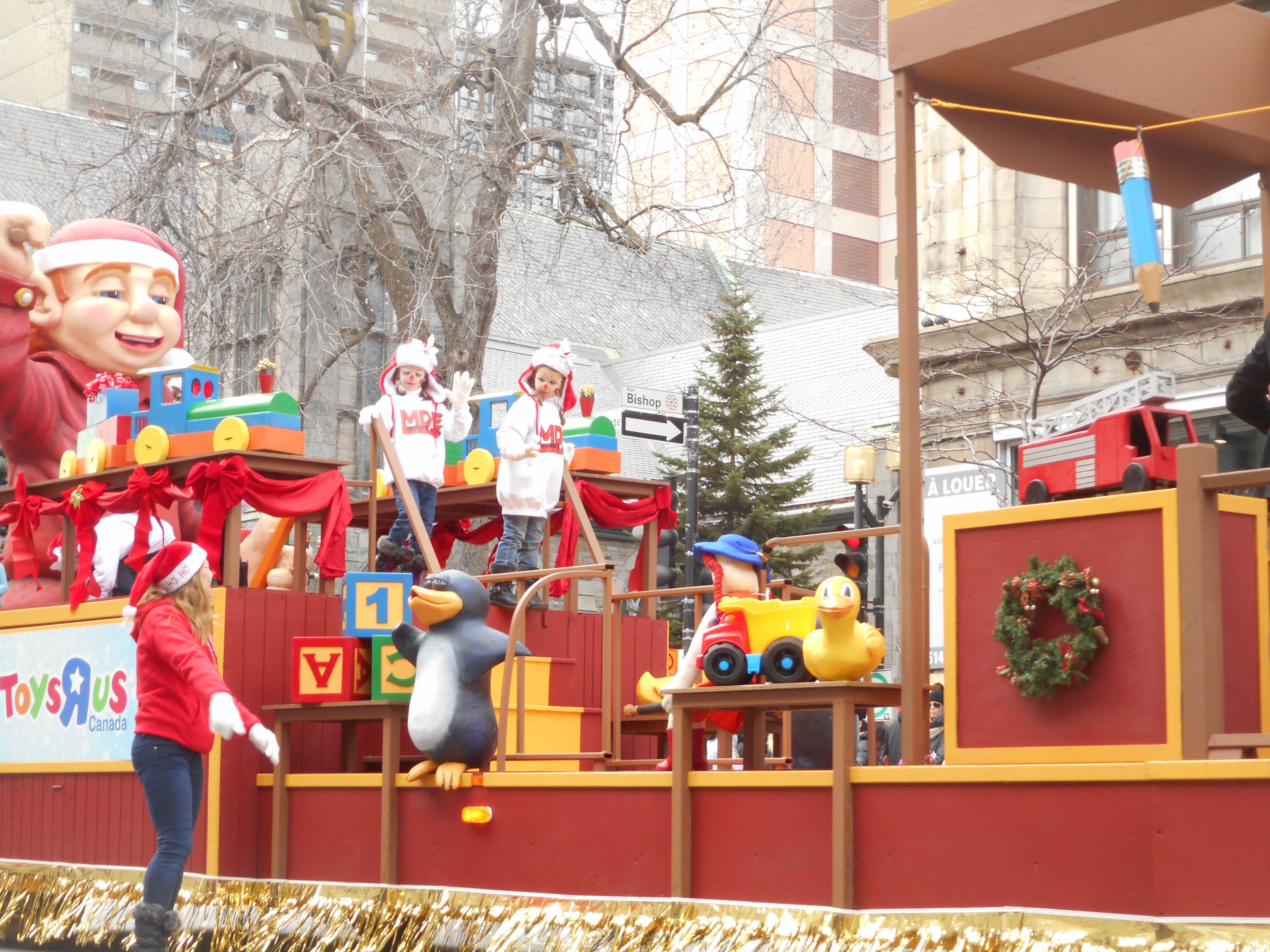
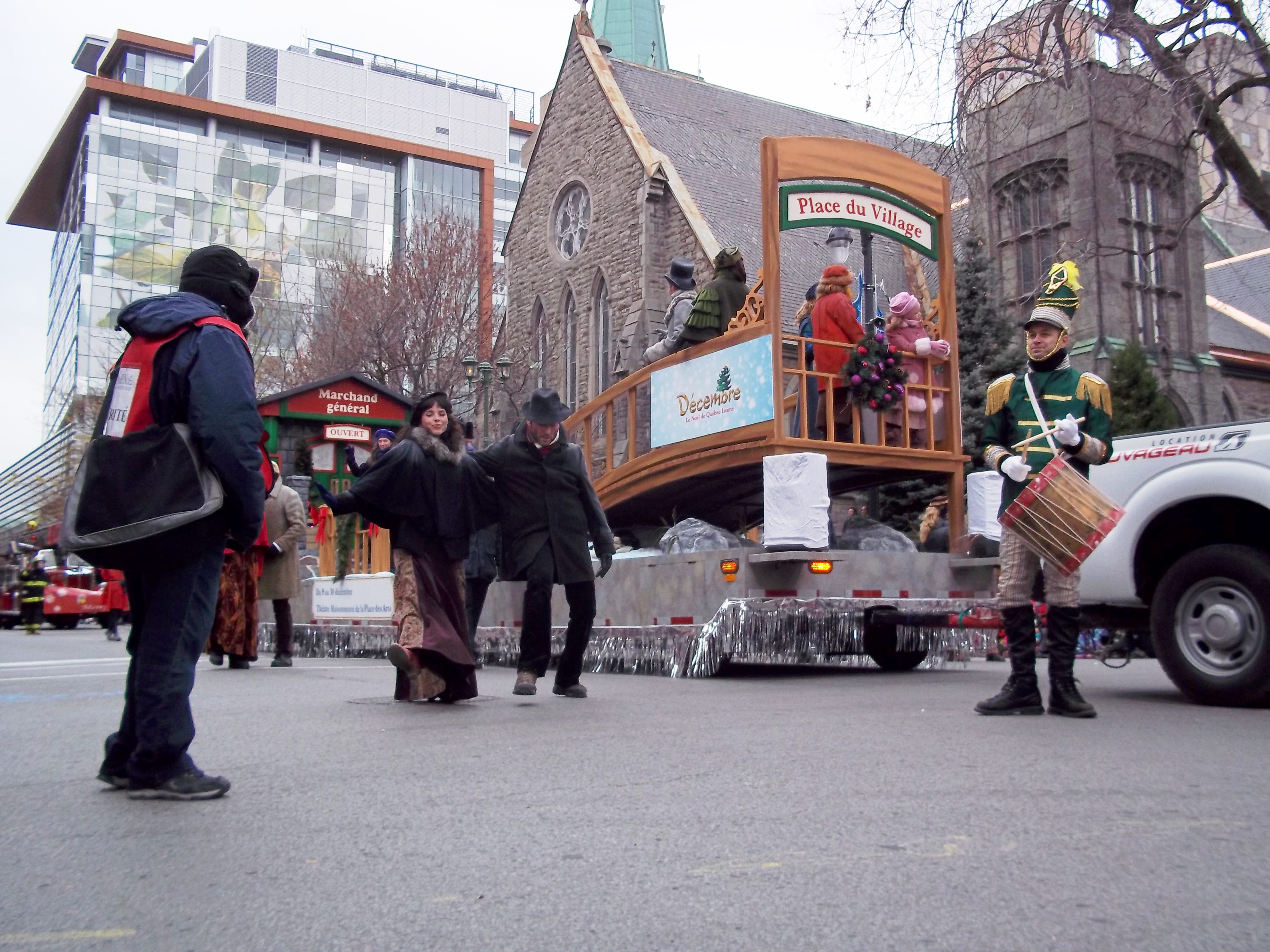
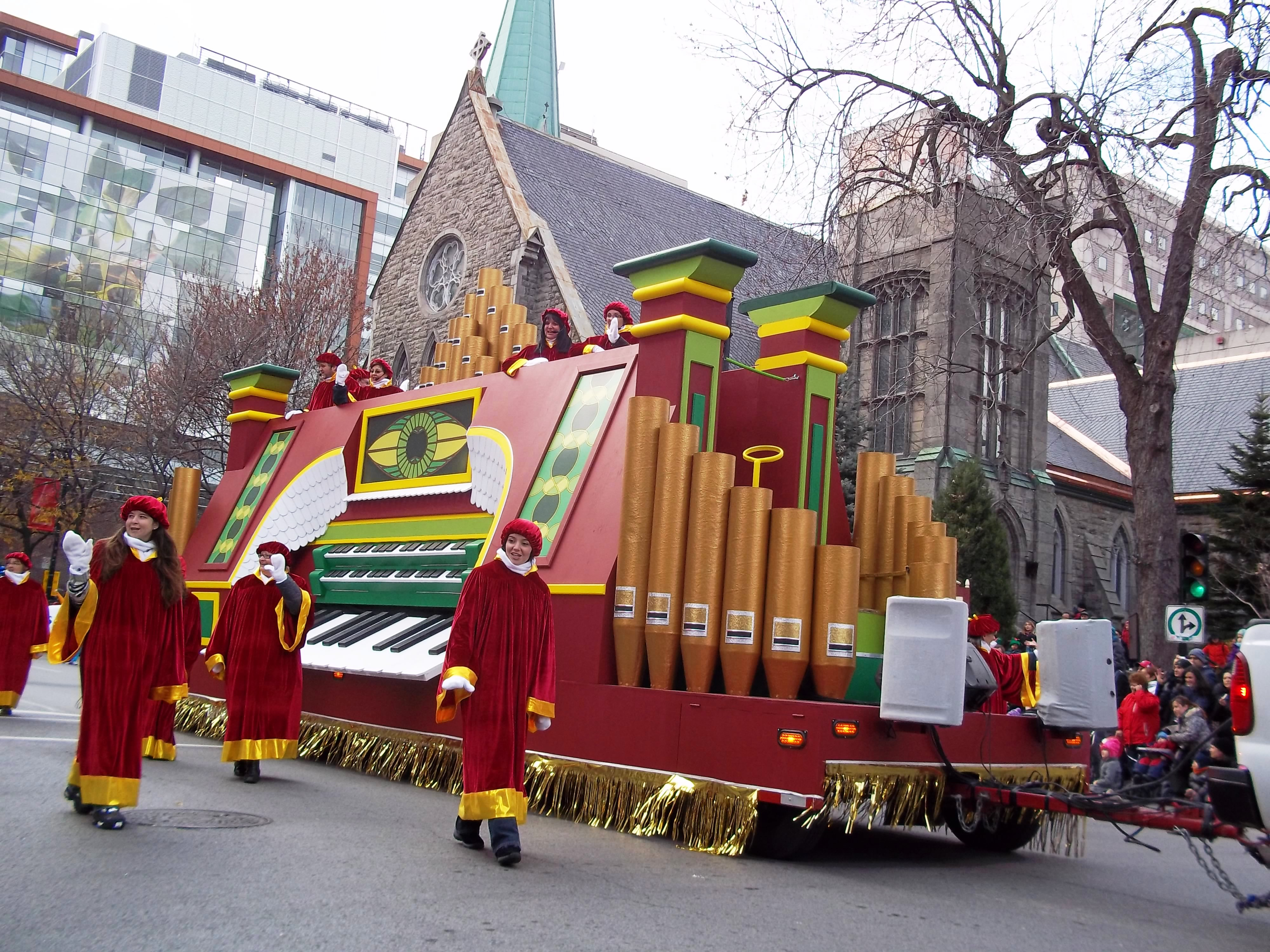
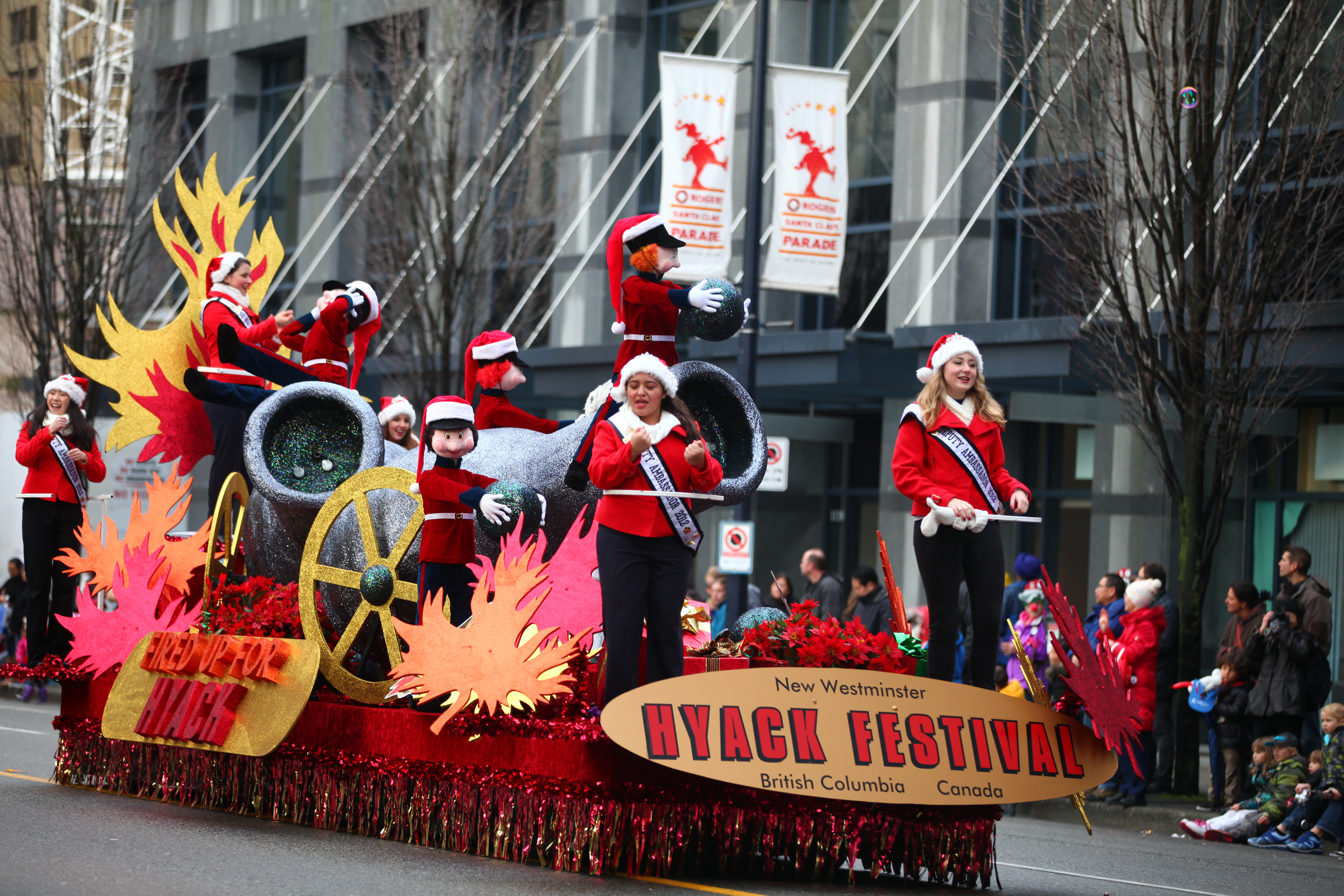
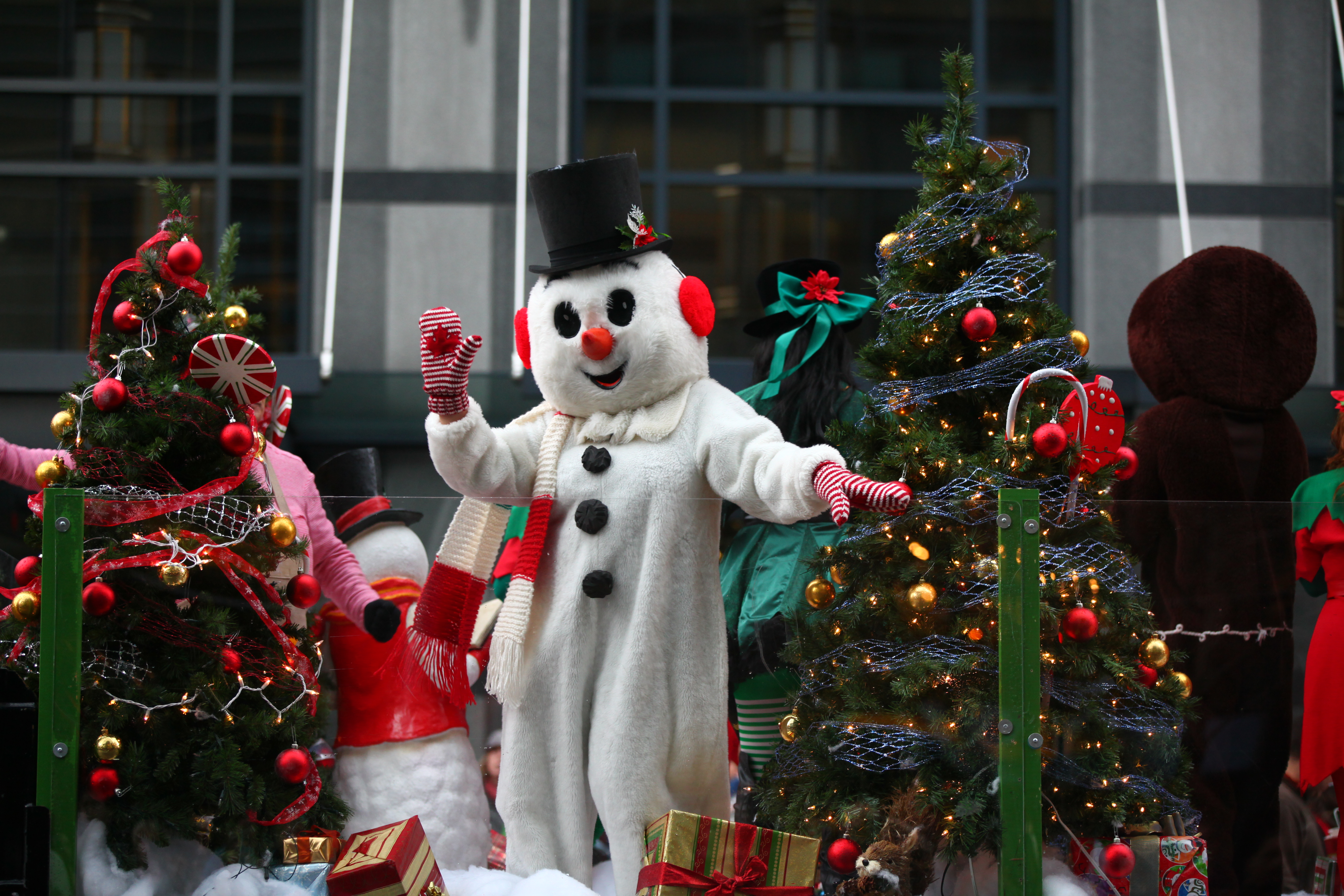
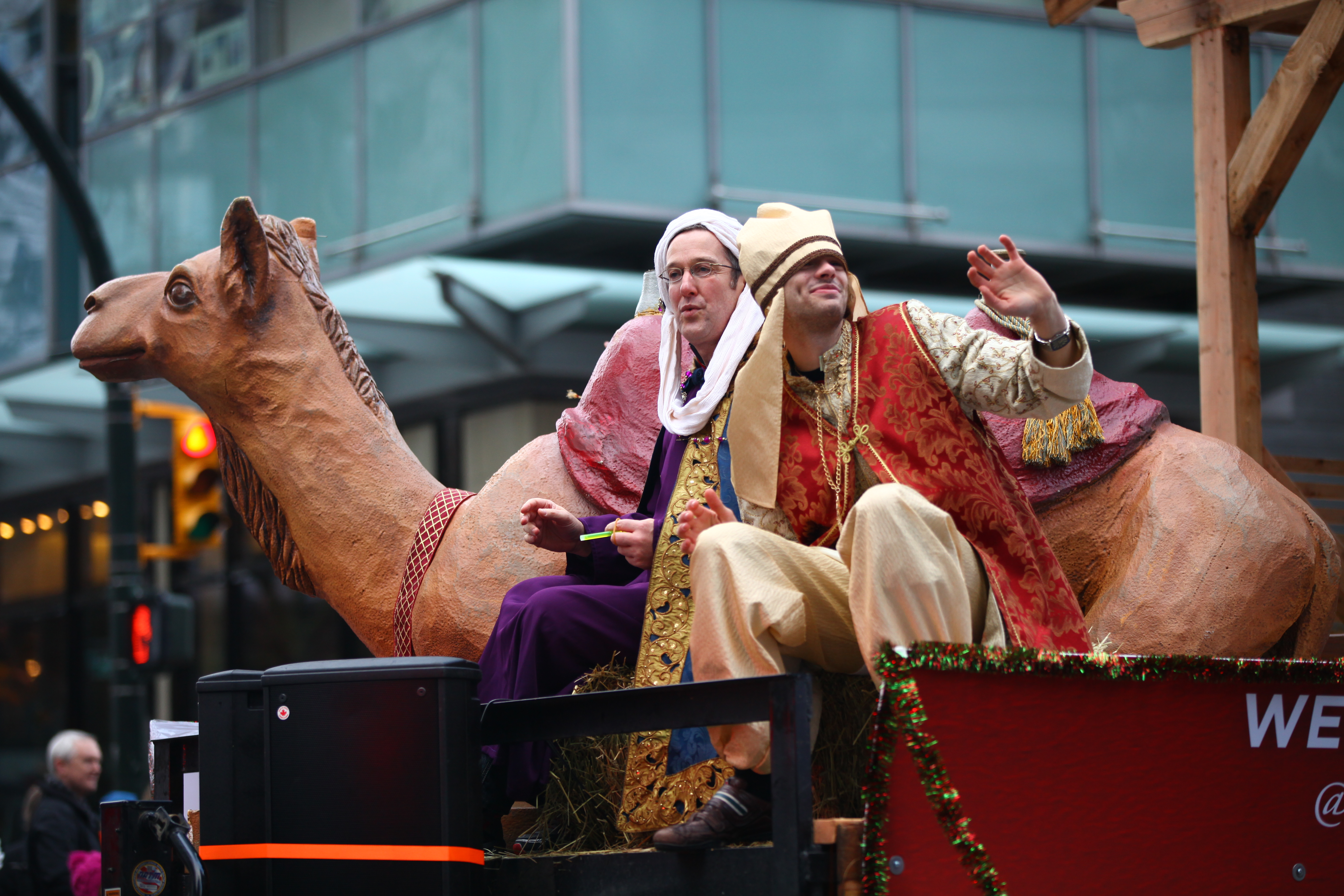
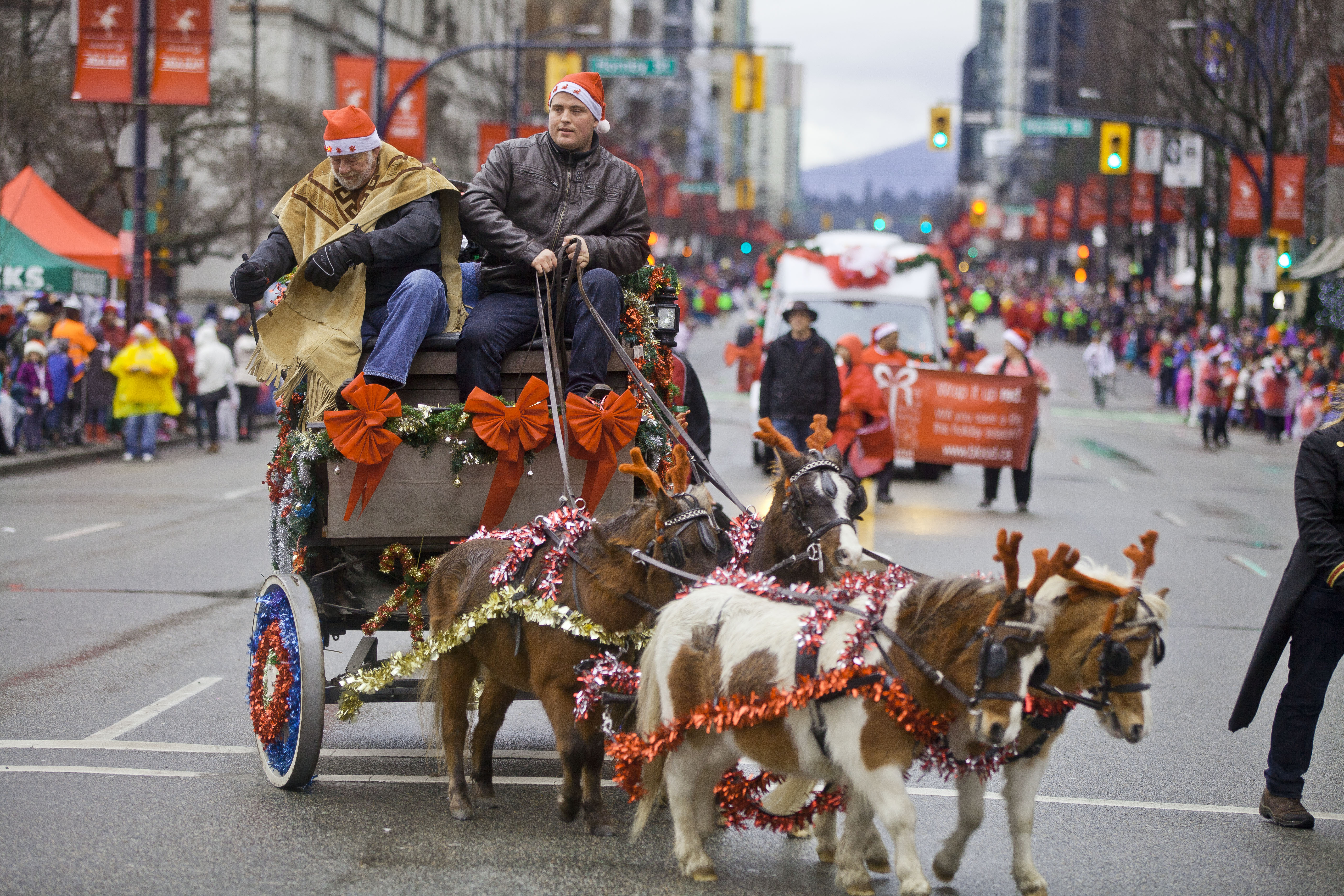
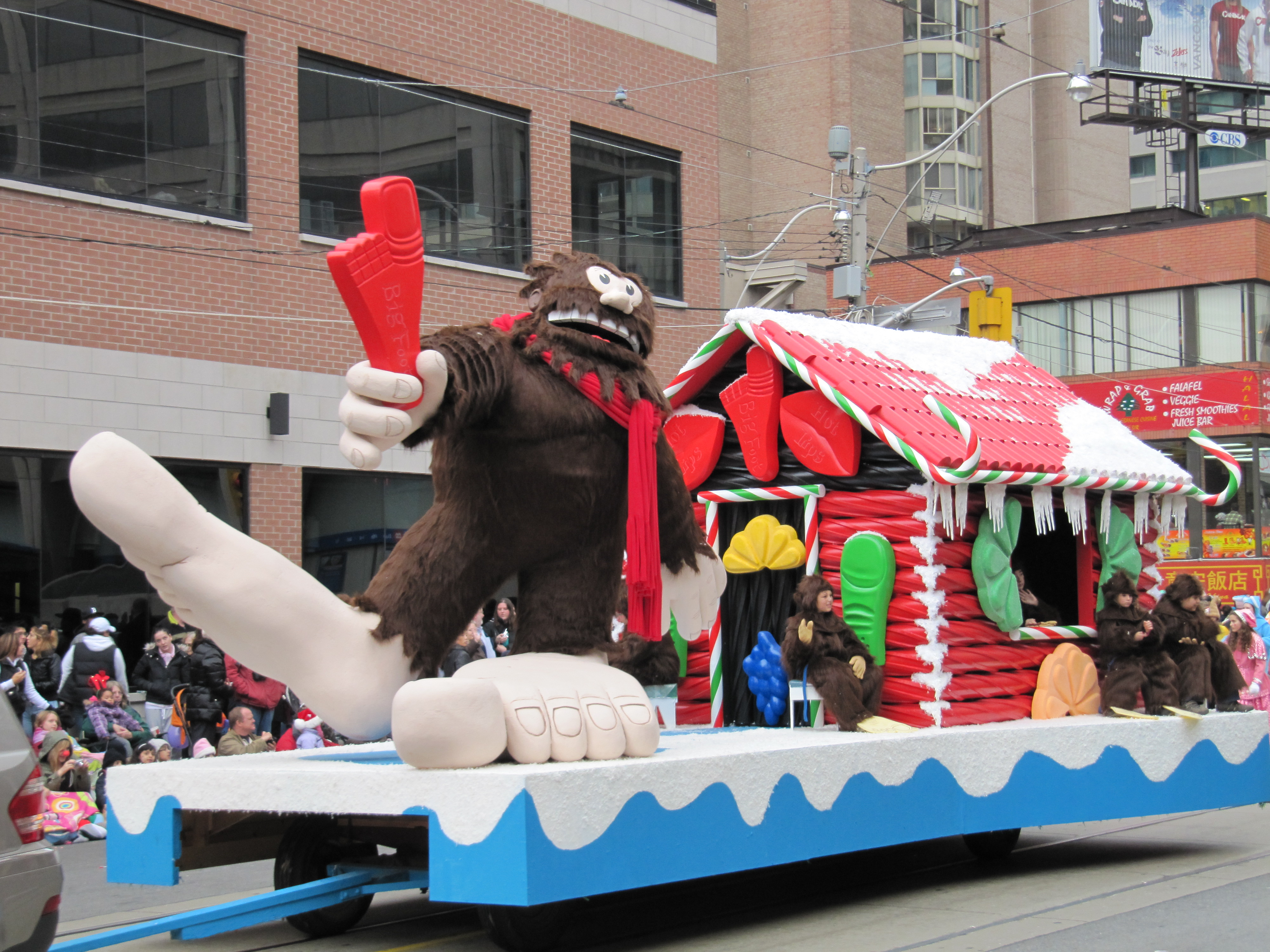
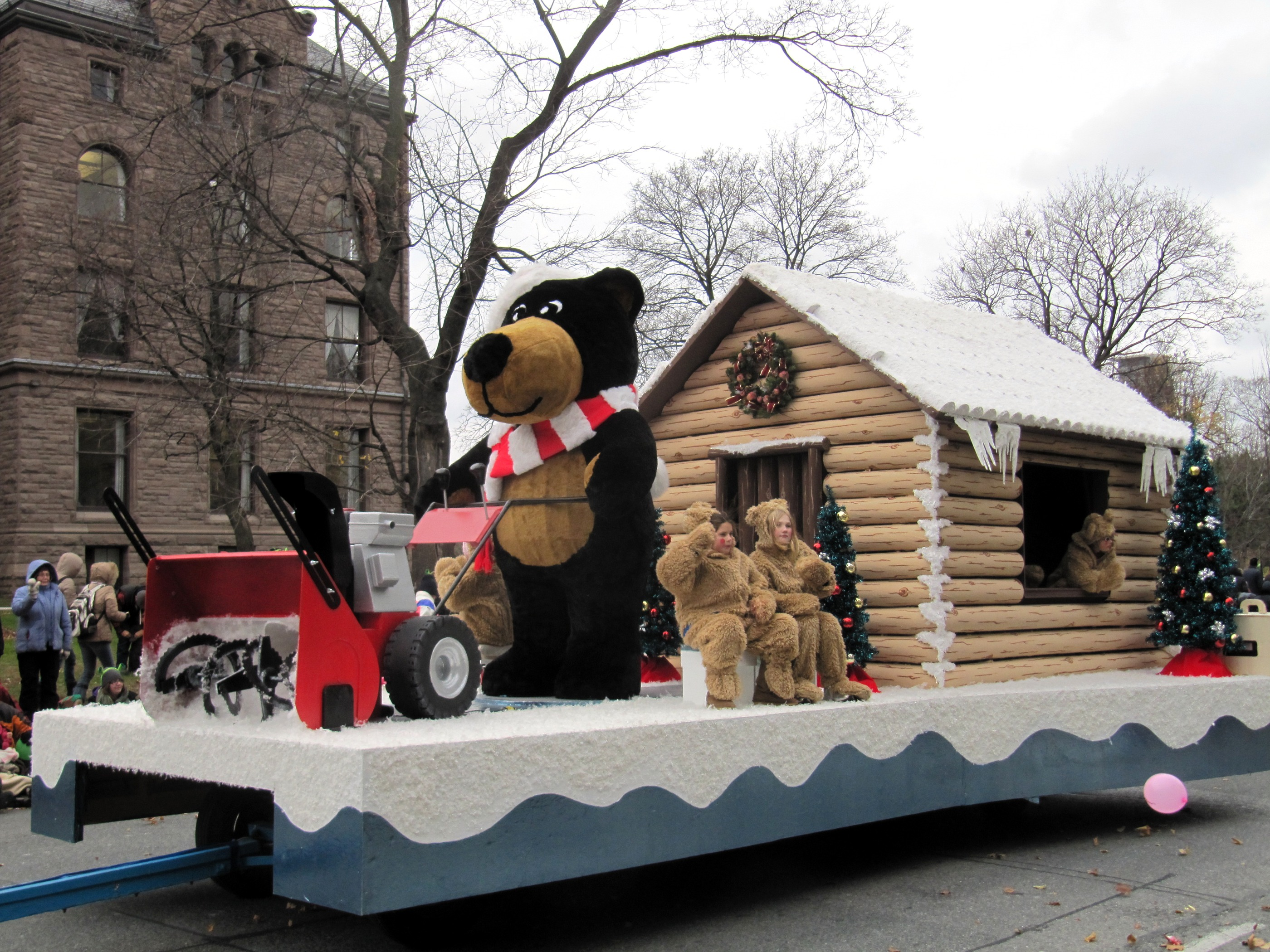
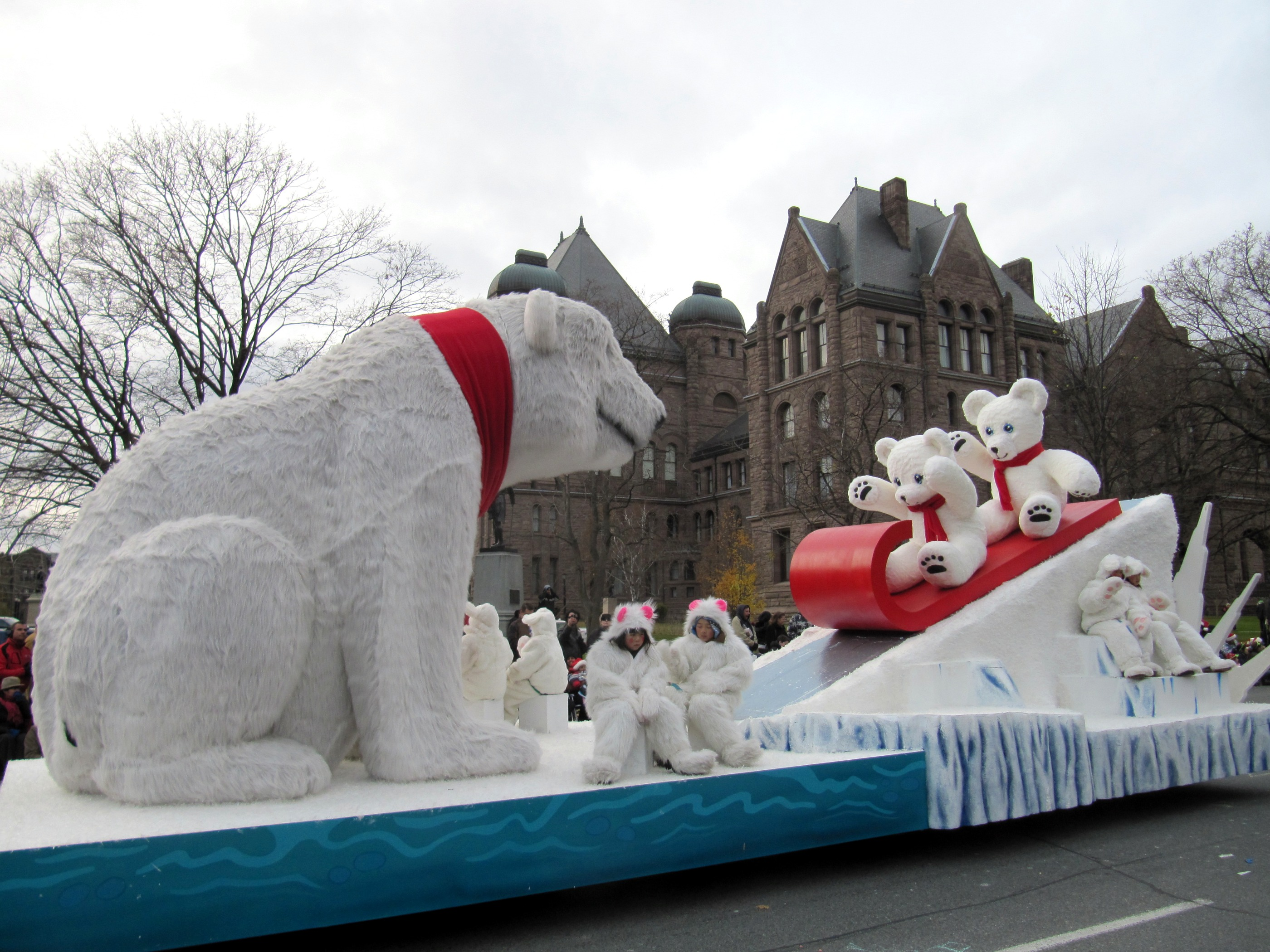
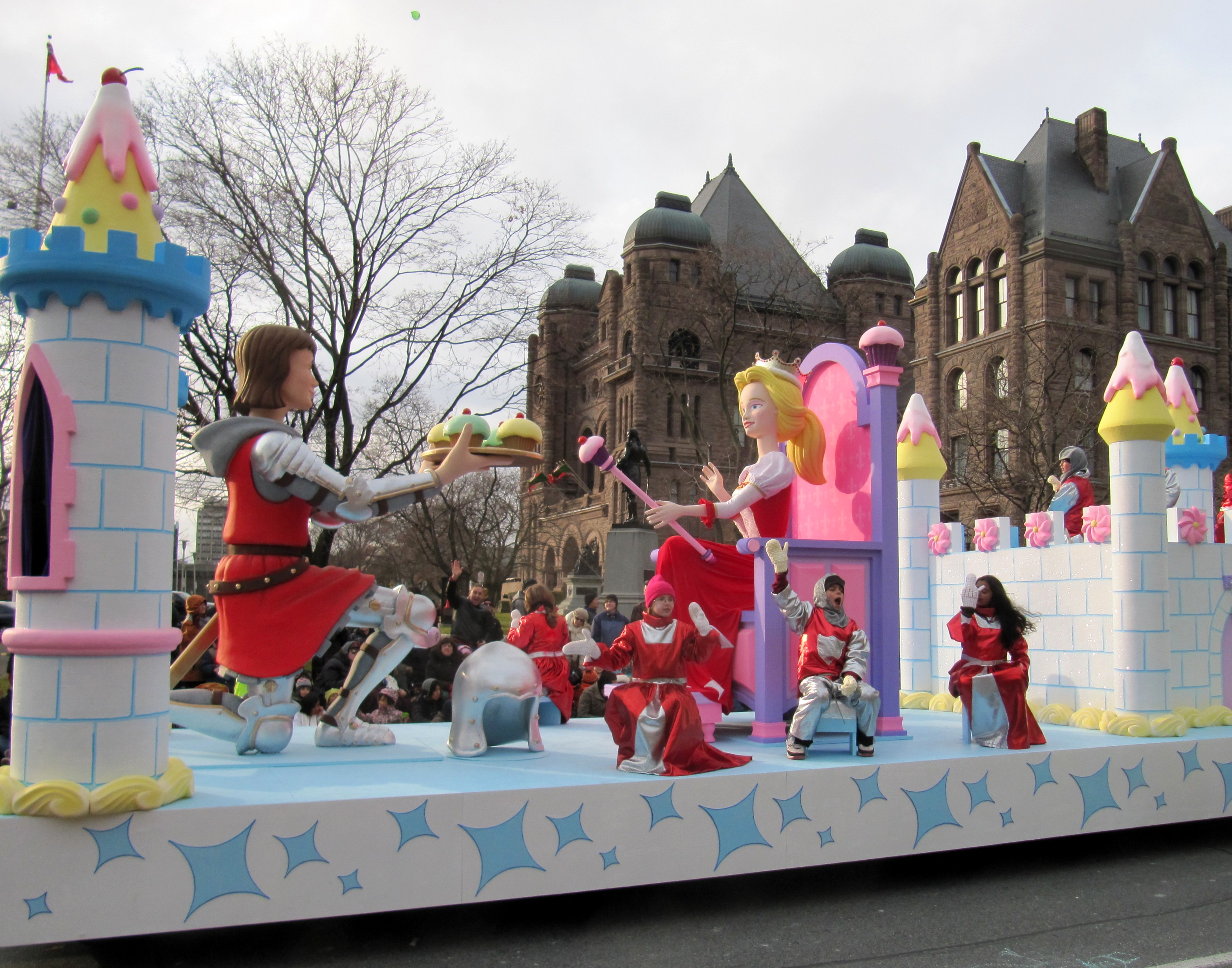
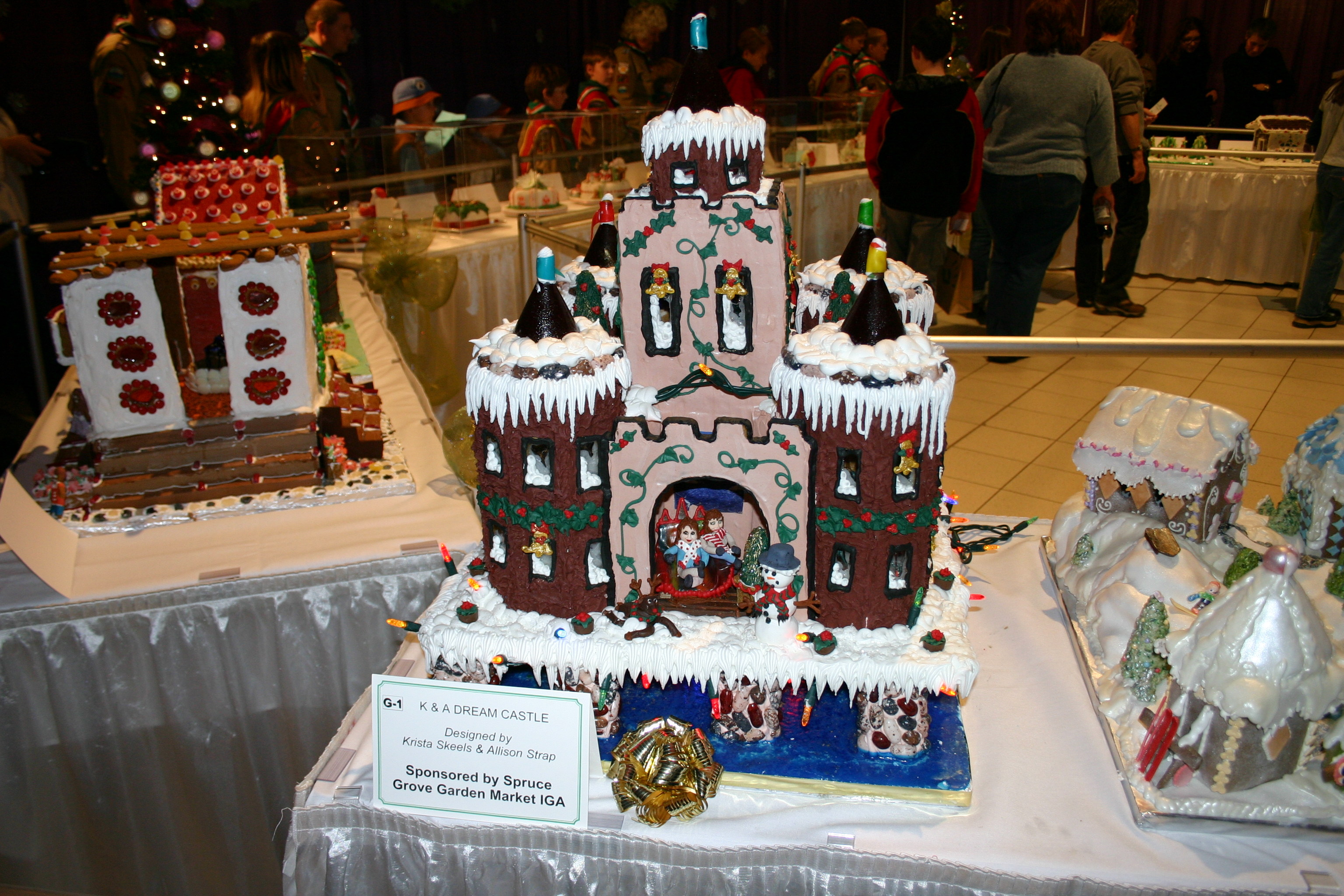